# التسلسل الزمني للقدس
هذا تسلسل زمني للأحداث الكبرى في تاريخ القدس ؛ المدينة التي تمت محاربتها أكثر من ستة عشر مرة في تاريخها. خلال تاريخها الطويل، تم تدمير القدس مرتين، وحوصرت 23 مرة، وهوجمت 52 مرة، وتم الاستيلاء عليها واستعادتها 44 مرة.

## العصر النحاسي
- 4500-3500 قبل الميلاد: إنشاء أول مستوطنة بالقرب من عين سلوان (أقدم دليل أثري).

## العصر البرونزي: المدينة الكنعانية

المملكة الجديدة في أقصى اتساعها الإقليمي في القرن الخامس عشر قبل الميلاد

- حوالي 2000 قبل الميلاد: أول ذِكر معروف للمدينة، باستخدام الاسم Rušalimum ، في نصوص الإعدام المصرية في المملكة الوسطى ؛ على الرغم من الطعن في تحديد Rušalimum على أنها القدس.[3][4][5] يُعتقد أن الجذر السامي S-L-M في الاسم يشير إما إلى "السلام" (سلام أو شالوم باللغتين العربية والعبرية الحديثة) أو شاليم، إله الغسق في الديانة الكنعانية.
- حوالي 1850 قبل الميلاد: وفقًا لسفر التكوين، فإن ربط إسحاق تم على جبل في أرض المريا (انظر التسلسل الزمني للكتاب المقدس). كثيرًا ما فسّر علماء الإنجيل موقع الجبل على أنه في القدس، على الرغم من أن هذا محل خلاف.
- حوالي 1700-1550 قبل الميلاد: وفقًا لمانيثون (عبر كتاب جوزيفوس ضد أبيون)، غزا الهكسوس المنطقة.
- حوالي 1550-1400 قبل الميلاد: أصبحت القدس تابعة لمصر حيث قامت المملكة المصرية الجديدة بإعادة توحيد مصر والتوسع في بلاد الشام تحت حكم أحمس الأول وتحتمس الأول.
- حوالي 1330 قبل الميلاد: مراسلات في رسائل العمارنة بين عبدي هيبا، الحاكم الكنعاني للقدس (المعروف آنذاك باسم أوروساليم)، وأمنحتب الثالث، مما يشير إلى أن المدينة كانت تابعة للمملكة الحديثة في مصر.

## العصر الحديدي

بلاد الشام تظهر القدس حوالي 830 قبل الميلاد

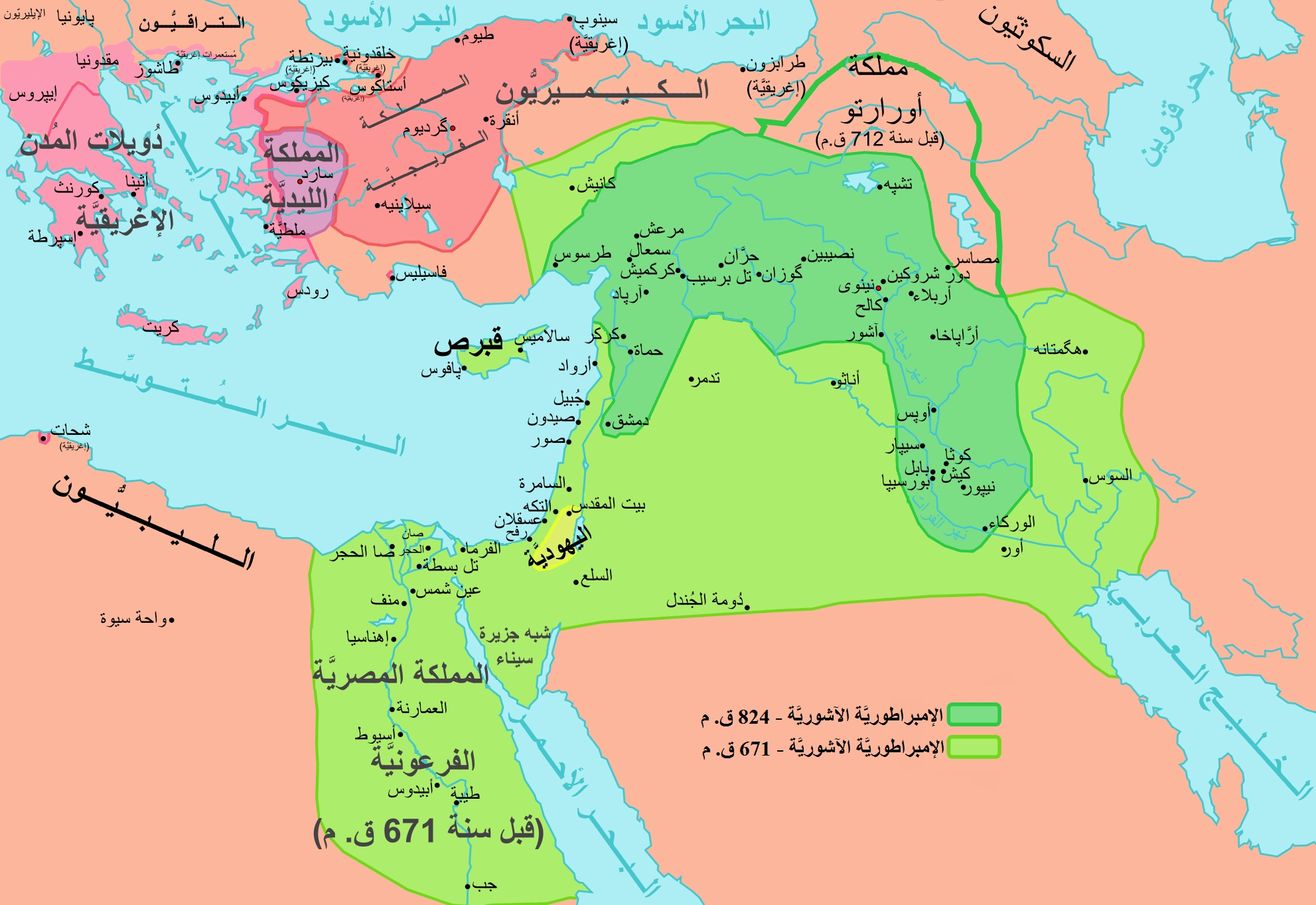
الإمبراطورية الآشورية الجديدة في أقصى اتساعها

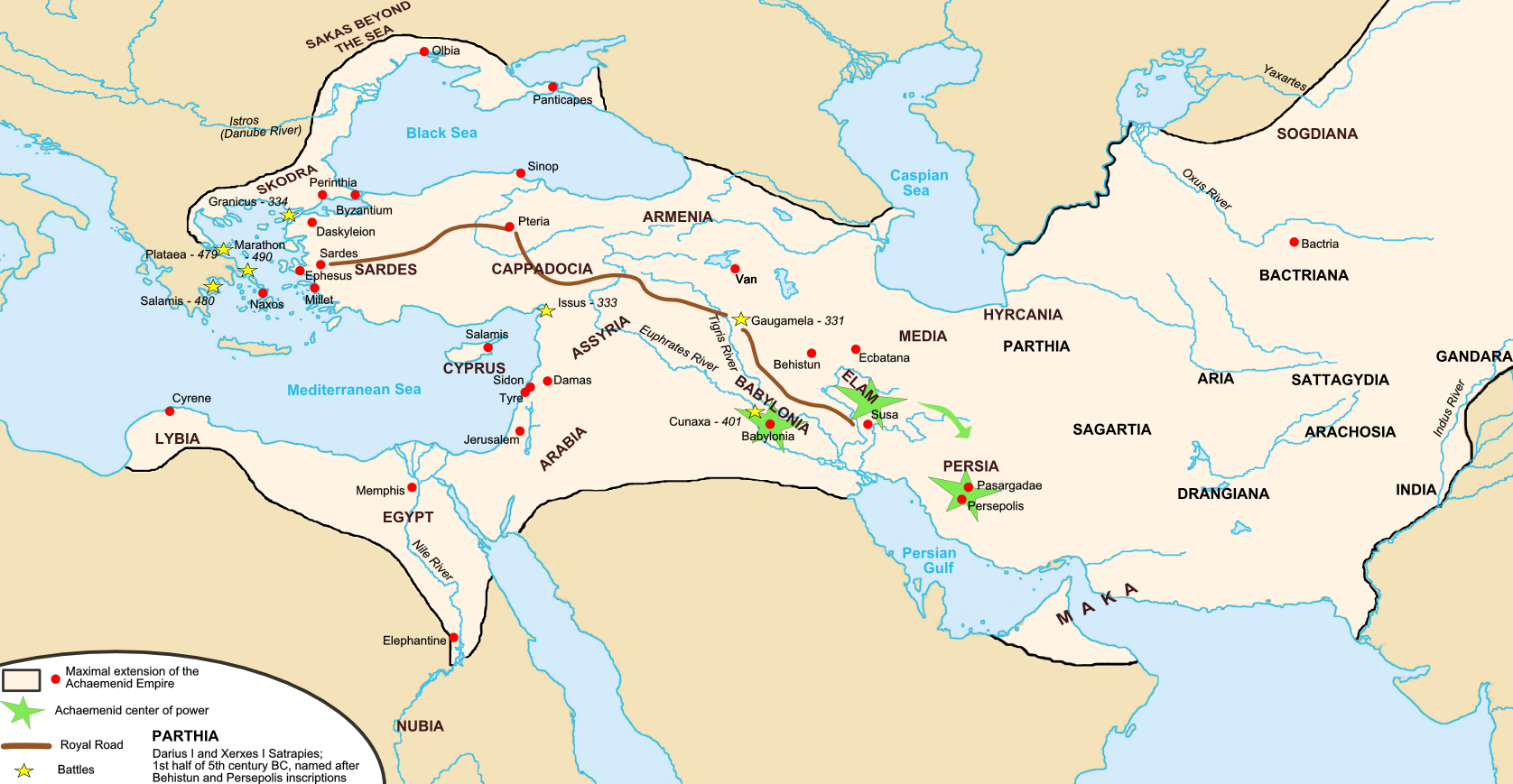
الإمبراطورية الأخمينية في عهد داريوس الثالث

- 1178 قبل الميلاد: معركة دجي ( كنعان ) بين رمسيس الثالث وشعوب البحر تمثل بداية تراجع قوة المملكة الحديثة في بلاد الشام أثناء انهيار العصر البرونزي (الموضح على الجدار الشمالي لمعبد مدينة هابو والمعبد بردية هاريس).
- حوالي 1000 قبل الميلاد: بحسب الكتاب المقدس، يسكن القدس اليبوسيون ويعرفون باسم اليبوسيين.

### عاصمةإسرائيليةمستقلة
تصبح القدس عاصمة مملكة يهوذا، ووفقًا للكتاب المقدس، خلال العقود القليلة الأولى حتى عاصمة مملكة يهوذا وإسرائيل الموحدة الأوسع، تحت حكم ملوك ينتمون إلى بيت داود.
- حوالي 1010 قبل الميلاد: الملك داود التوراتي يهاجم ويحتل القدس. القدس تصبح مدينة داود وعاصمة المملكة المتحدة لإسرائيل.[3]
- حوالي 962 قبل الميلاد: الملك سليمان الكتابي يبني الهيكل الأول.
- حوالي 931-930 قبل الميلاد: وفاة سليمان، وانتهاء العصر الذهبي لإسرائيل. تصبح القدس عاصمة مملكة يهوذا (الجنوبية) بقيادة رحبعام بعد انقسام المملكة المتحدة.
- 925 قبل الميلاد: نهب المصريين للقدس - فرعون شيشنق الأول من الفترة الانتقالية الثالثة يغزو كنعان بعد معركة البحيرات المرة. من المحتمل أنه نفس شيشق، أول فرعون مذكور في الكتاب المقدس والذي استولى على القدس ونهبها.
- 853 قبل الميلاد: معركة قرقور التي من المحتمل أن تكون قوات القدس قد شاركت فيها في معركة غير حاسمة ضد شلمنصر الثالث ملك آشور الجديدة (كان يهوشافاط ملك يهوذا متحالفًا مع آخاب ملك إسرائيل وفقًا للكتاب المقدس(انظر مونوليثات كورح ).
- حوالي 850 قبل الميلاد: نهب الفلسطينيون والعرب والإثيوبيون القدس، ونهبوا منزل الملك يهورام، وسرقوا جميع أفراد عائلته باستثناء ابنه الأصغر يهوآحاز.
- حوالي 830 قبل الميلاد: حزئيل الآرامي الدمشقي يستولي على معظم كنعان. وفقًا للكتاب المقدس، أعطى يهوآش ملك يهوذا كل كنوز أورشليم كجزية، لكن حزئيل شرع في تدمير "جميع رؤساء الشعب" في المدينة.
- 786 قبل الميلاد: يوآش ملك إسرائيل ينهب المدينة ويدمر أسوارها ويأخذ أمصيا ملك يهوذا أسيرًا.
- حوالي 740 قبل الميلاد: النقوش الآشورية تسجل الانتصارات العسكرية لتغلث فلاسر الثالث على عزيا ملك يهوذا.

## الفترة الآشورية والبابلية الجديدة
- 733 قبل الميلاد: وفقًا للكتاب المقدس، أصبحت القدس تابعة للإمبراطورية الآشورية الجديدة [6][7] بعد أن ناشد آحاز ملك يهوذا تغلث فلاسر الثالث من الإمبراطورية الآشورية الجديدة لحماية المدينة من فقح ملك إسرائيل ورصين ملك آرام. بعد ذلك استولى تغلث فلاسر الثالث على معظم بلاد الشام. في هذا الوقت تقريبًا، تم تسجيل حصار جازر، على بعد 20 ميلاً غرب القدس، على نقش حجري في القصر الملكي الآشوري في نمرود.
- حوالي 712 قبل الميلاد: تم بناء نفق حزقيا من أجل الحفاظ على المياه من عين سلوان داخل المدينة. وفقًا للكتاب المقدس، قام الملك حزقيا ببناء النفق استعدادًا لحصار الآشوريين، إلى جانب توسيع تحصينات القدس عبر وادي تيروبيون لإحاطة التل المعروف اليوم باسم جبل صهيون.[8]
- 712 قبل الميلاد: الحصار الآشوري للقدس - تقدم القدس المزيد من الجزية للإمبراطورية الآشورية الجديدة بعد أن فرض الملك الآشوري الجديد سنحاريب حصارًا على المدينة.
- حوالي 670 قبل الميلاد: تم إحضار منسى، حاكم القدس، مقيدًا بالسلاسل إلى الملك الآشوري، على الأرجح للاشتباه في عدم ولائه.[9]
- حوالي 627 قبل الميلاد: وفاة آشور بانيبال وثورة نبوبولاسر الناجحة تحل محل الإمبراطورية الآشورية الجديدة الإمبراطورية البابلية الحديثة.
- 609 قبل الميلاد: أصبحت القدس جزءًا من إمبراطورية الأسرة السادسة والعشرين المصرية بعد مقتل يوشيا ملك يهوذا على يد جيش الفرعون نخاو الثاني في معركة مجدو. خلع المصريون نجل يوشيا يهوآحاز ملك يهوذا وحل محله أخوه يهوياقيم كحاكم على أورشليم.
- 605 قبل الميلاد: تعيد القدس ولاءها إلى البابليين الجدد بعد هزيمة نخاو الثاني على يد نبوخذنصر الثاني في معركة كركميش.
- 599-597 قبل الميلاد: الحصار البابلي الأول – سحق نبوخذنصر الثاني تمردًا في مملكة يهودا ومدن أخرى في بلاد الشام، والذي أشعل شرارته الغزو الفاشل للبابليين الجدد لمصر في عام 601. سبي يهويا كين من أورشليم إلى بابل.
- 587-586 قبل الميلاد: الحصار البابلي الثاني – حارب نبوخذنصر الثاني محاولة الفرعون أبريس لغزو يهوذا. دُمرت معظم القدس بما في ذلك الهيكل الأول، ونفي مواطنو المدينة البارزون إلى بابل.
- 582 قبل الميلاد: اغتيال جدليا حاكم يهوذا البابلي، مما دفع اللاجئين إلى مصر ونفي ثالث.

## الفترة الفارسية (الأخمينية)
- 539 قبل الميلاد: أصبحت القدس جزءًا من مرزبانية عابر-ناري التابعة للإمبراطورية الأخمينية بعد أن غزا الملك كورش الكبير الإمبراطورية البابلية الجديدة بفوزه على نبو نيد في معركة أوبيس.

- أصدر كورش الكبير مرسوم كورش الذي يسمح لليهود البابليين بالعودة من السبي البابلي وإعادة بناء الهيكل (مصادر الكتاب المقدس فقط، انظر كورش العودة إلى صهيون ).
- الموجة الأولى من العائدين البابليين هي علية شيشبازر.
- الموجة الثانية من العائدين البابليين هي عاليه زربابل.
- عودة اليهود البابليين تزيد من الانقسام مع السامريين الذين بقوا في المنطقة خلال عمليات الترحيل الآشورية والبابلية.

- 516 قبل الميلاد: تم بناء الهيكل الثاني في السنة السادسة لداريوس الكبير.
- 458 قبل الميلاد: الموجة الثالثة من العائدين البابليين هي عاليه عزرا.
- 445 قبل الميلاد: الموجة الرابعة والأخيرة من العائدين البابليين هي عاليه نحميا. نحميا هو والي يهوذا المعين، ويعيد بناء أسوار المدينة القديمة.
- 410 قبل الميلاد: تأسيس المجمع الكبير في القدس.
- 365/364-362 و حوالي 347 قبل الميلاد: شاركت يهوذا في الثورات التي قادها المصريون والصيدونيون ضد الأخمينيين، وتعكس العملات المعدنية المسكوكة في القدس الحكم الذاتي الذي لم يدم طويلاً.[11][12] من المحتمل أن يكون الجنرال الأخميني باجواس هو نفسه "باغوس" في آثار يوسيفوس، الذي يدنس المعبد ويفرض الضرائب على التضحيات المقدمة هناك.[11][13][14]

## الفترة الهلنستية

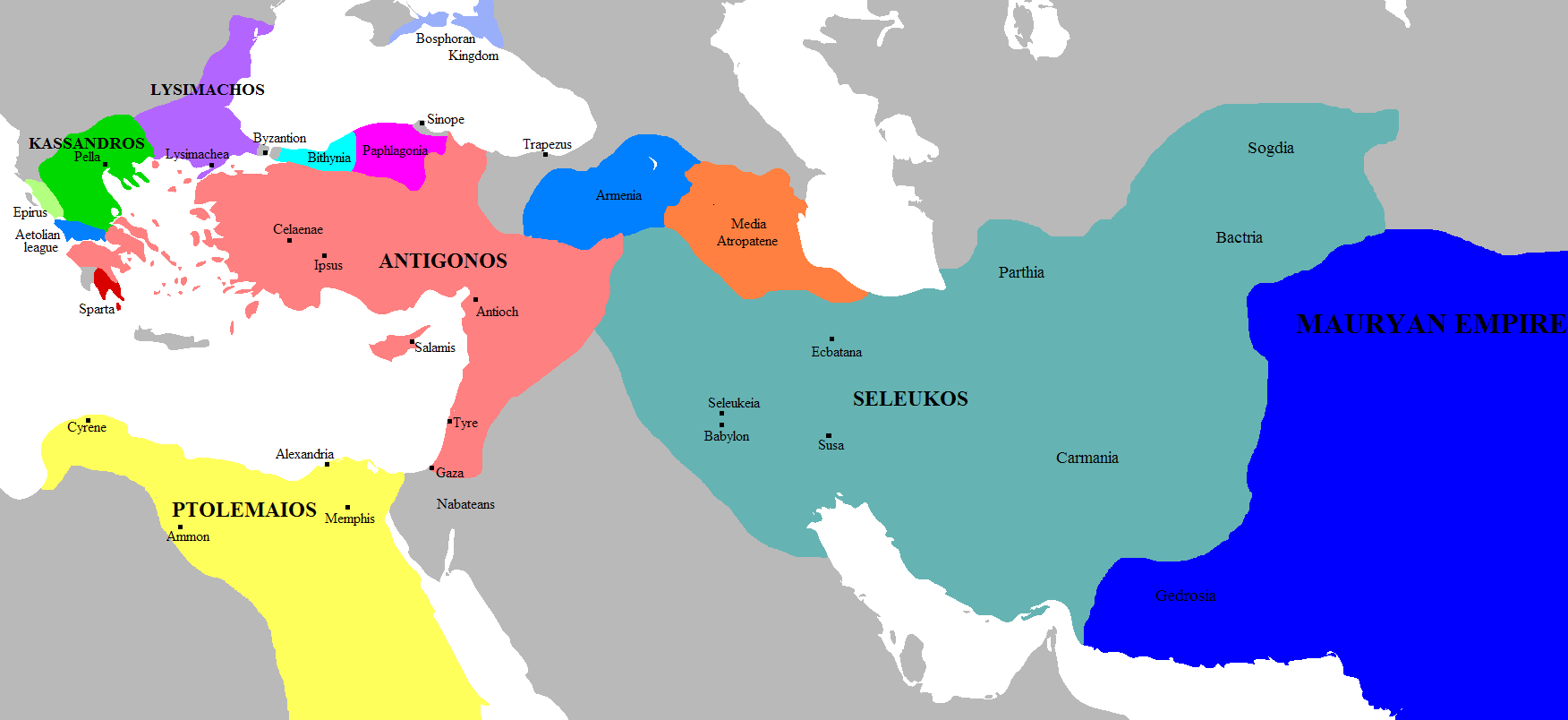
ممالك الديادوتشي وآخرين قبل معركة إبسوس، حوالي 303 قبل الميلاد

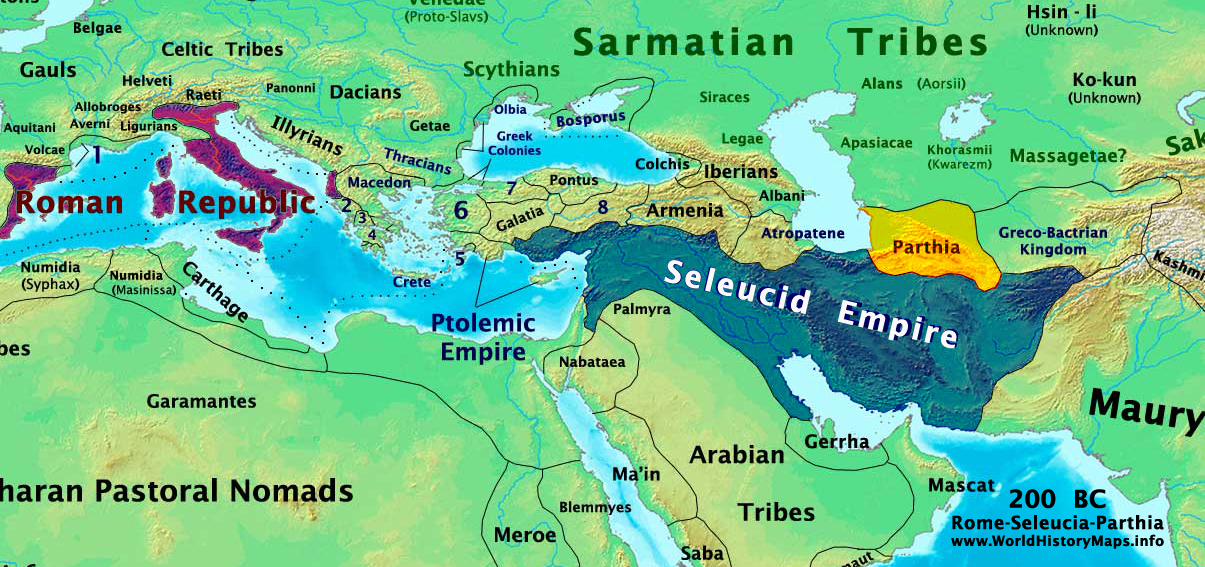
الإمبراطورية السلوقية في حوالي 200 قبل الميلاد

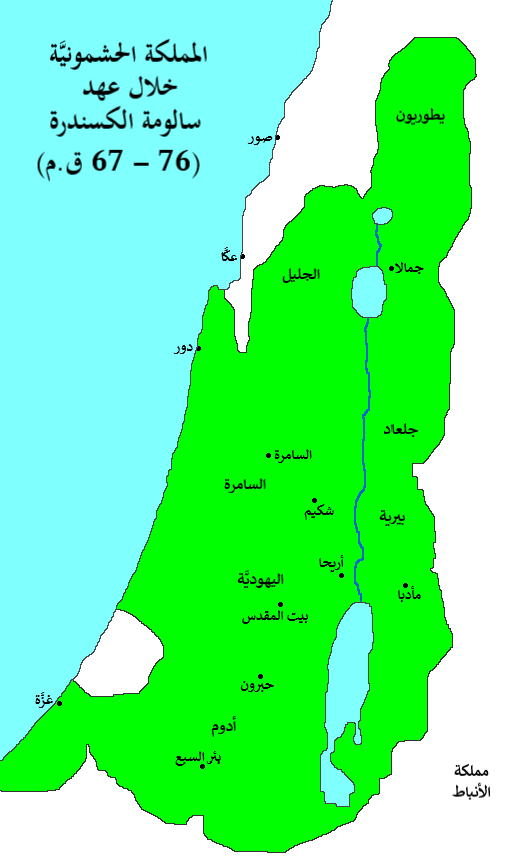
مملكة الحشمونائيم في أقصى اتساعها في عهد سالومي ألكسندرا

### في عهد الإسكندروالبطالمةوالسلوقيين
- 332 قبل الميلاد: القدس تستسلم للإسكندر الأكبر، خلال غزوه المقدوني الذي دام ست سنوات لإمبراطورية داريوس الثالث ملك بلاد فارس. استولت جيوش الإسكندر على القدس دون أي تعقيدات أثناء سفرها إلى مصر بعد حصار صور (332 قبل الميلاد) .
- 323 قبل الميلاد: أصبحت المدينة تحت حكم لاوميدون ميتيليني، الذي تم منحه السيطرة على مقاطعة سوريا بعد وفاة الإسكندر وما نتج عن ذلك من تقسيم بابل بين ملوك الديادوتشي. تم تأكيد هذا التقسيم بعد عامين في تقسيم تريباراديسوس.
- 320 قبل الميلاد: الجنرال نيكانور ، الذي أرسله مرزبان مصر بطليموس الأول سوتر ومؤسس المملكة البطلمية، يسيطر على سوريا بما في ذلك القدس ويستولي على لاوميدون في هذه العملية.
- 315 قبل الميلاد: سيطرت سلالة أنتيغونيد على المدينة بعد انسحاب بطليموس الأول سوتر من سوريا بما في ذلك القدس وغزو أنتيغونوس الأول مونوفثالموس خلال حرب الديادوتشي الثالثة. سلوقس الأول نيكاتور، حاكم بابل آنذاك في عهد أنتيجونوس الأول مونوفثالموس، فر إلى مصر للانضمام إلى بطليموس.
- 312 قبل الميلاد: يتم استعادة القدس من قبل بطليموس الأول سوتر بعد أن هزم ديمتريوس الأول ابن أنتيغونوس في معركة غزة. ومن المحتمل أن سلوقس الأول نيكاتور، الذي كان آنذاك أميرالًا تحت قيادة بطليموس، شارك أيضًا في المعركة، حيث تم منحه بعد المعركة 800 مشاة و200 من سلاح الفرسان وسافر على الفور إلى بابل حيث أسس الإمبراطورية السلوقية.
- 311 قبل الميلاد: استعادت سلالة أنتيغونيد السيطرة على المدينة بعد انسحاب بطليموس من سوريا مرة أخرى بعد هزيمة طفيفة على يد أنتيغونوس الأول مونوفثالموس، وتم إبرام معاهدة سلام.
- 302 قبل الميلاد: بطليموس يغزو سوريا للمرة الثالثة، لكنه تم إجلاؤه مرة أخرى بعد ذلك بوقت قصير بعد أنباء كاذبة عن انتصار أنتيجونوس على ليسيماخوس (أحد أبناء الديادوتشي).
- 301 قبل الميلاد: سوريا الجوفاء (جنوب سوريا) بما في ذلك القدس يتم إعادة الاستيلاء عليها من قبل بطليموس الأول سوتر بعد مقتل أنتيغونوس الأول مونوفثالموس في معركة إبسوس. لم يشارك بطليموس في المعركة، وقام المنتصرون سلوقس الأول نيكاتور وليسيماخوس بتقسيم الإمبراطورية الأنتيغونية فيما بينهم، مع نية جنوب سوريا لتصبح جزءًا من الإمبراطورية السلوقية. على الرغم من أن سلوقس لم يحاول احتلال المنطقة التي كان من المقرر أن يحتلها، إلا أن تحرك بطليموس الوقائي أدى إلى الحروب السورية التي بدأت حوالي 274 قبل الميلاد بين خلفاء الزعيمين.
- 219-217 قبل الميلاد: تم تسليم الجزء الشمالي من سوريا الجوفاء إلى الإمبراطورية السلوقية في حوالي 219 من خلال خيانة الحاكم ثيودوت من إيتوليا، الذي كان يسيطر على المقاطعة نيابة عن بطليموس الرابع فيلوباتور. وتقدم السلوقيون نحو مصر، لكنهم هُزِموا في معركة رافيا (رفح) حوالي 217.
- 200 قبل الميلاد: وقعت القدس تحت سيطرة الإمبراطورية السلوقية بعد معركة بانيوم (جزء من الحرب السورية الخامسة) التي هزم فيها أنطيوخوس الثالث الكبير البطالمة.
- 175 قبل الميلاد: أنطيوخوس الرابع إبيفانيس يخلف والده ويصبح ملكًا على الإمبراطورية السلوقية. قام بتسريع الجهود السلوقية للقضاء على الديانة اليهودية من خلال إجبار رئيس الكهنة اليهودي أونيا الثالث على التنحي لصالح أخيه جيسون، الذي حل محله مينيلوس بعد ثلاث سنوات. يحظر السبت والختان، وينهب القدس ويقيم مذبحًا لزيوس في الهيكل الثاني بعد نهبه.
- 167 قبل الميلاد: اندلعت ثورة المكابيين عندما طلب ممثل الحكومة اليونانية السلوقية في عهد الملك أنطيوخس الرابع من ماتاثياس تقديم القرابين للآلهة اليونانية ؛ رفض القيام بذلك، وقتل يهوديًا تقدم للقيام بذلك وهاجم المسؤول الحكومي الذي طلب هذا الفعل.[15] أدى إلى معركة وادي الحرامية الفدائية.
- 164 قبل الميلاد 25 كيسليف : استولى المكابيون على القدس بعد معركة بيت صور، وأعادوا تكريس الهيكل (انظر حانوكا ). سيطر الحشمونيون على جزء من القدس، بينما احتفظ السلوقيون بالسيطرة على عكرا (القلعة) في المدينة ومعظم المناطق المحيطة بها.
- 160 قبل الميلاد: السلوقيون يستعيدون السيطرة على كامل القدس بعد مقتل يهوذا المكابي في معركة إلاسا، مما يمثل نهاية الثورة المكابية.
- 145-144 قبل الميلاد: تمت الإطاحة بألكسندر بالاس في معركة أنطاكية (عاصمة الإمبراطورية) على يد ديميتريوس الثاني نيكاتور بالتحالف مع بطليموس السادس فيلوميتور المصري. في العام التالي، استولى ميثراداتس الأول من بارثيا على سلوقية (العاصمة السابقة للإمبراطورية السلوقية)، مما أدى إلى إضعاف قوة ديمتريوس الثاني نيكاتور بشكل كبير في جميع أنحاء الإمبراطورية المتبقية.

### مملكة الحشمونائيم
- حوالي 140 قبل الميلاد: تم الاستيلاء على عكرا وتدميرها لاحقًا على يد سمعان المكابي.
- 139 قبل الميلاد: تم أسر ديميتريوس الثاني نيكاتور لمدة تسع سنوات من قبل الإمبراطورية الفرثية سريعة التوسع بعد هزيمة السلوقيين في بلاد فارس. يسافر سيمون ثاسي إلى روما، حيث تعترف الجمهورية الرومانية رسميًا بمملكة الحشمونائيم. ومع ذلك، تظل المنطقة مقاطعة تابعة للإمبراطورية السلوقية، ويُطلب من سيمون ثاسي تقديم قوات لأنطيوخس السابع سيدتس.
- 134 قبل الميلاد: الصدوقي يوحنا هيركانوس يصبح زعيمًا بعد مقتل والده سيمون ثاسي. يأخذ اسم ملكي يوناني (انظر هيركانيا) في قبول الثقافة الهلنستية لسلطانه السلوقيين.
- 134 قبل الميلاد: الملك السلوقي أنطيوخوس السابع سيدتس يستعيد المدينة. فتح يوحنا هيركانوس قبر الملك داود وأزال ثلاثة آلاف وزنة دفعها كجزية لتجنيب المدينة (حسب يوسيفوس.[16]) وظل جون هيركانوس حاكمًا، وأصبح تابعًا للسلوقيين.
- 116 قبل الميلاد: أدت حرب أهلية بين الأخوين السلوقيين غير الأشقاء أنطيوخوس الثامن جريبوس وأنطيوخوس التاسع سيزيسينوس إلى تفكك المملكة واستقلال بعض الإمارات، بما في ذلك يهودا.[17][18]
- 110 قبل الميلاد: نفذ يوحنا هيركانوس أولى الفتوحات العسكرية للمملكة الحشمونائية المستقلة، وقام بتشكيل جيش من المرتزقة للاستيلاء على مادبا وشكيم، مما أدى إلى زيادة النفوذ الإقليمي للقدس بشكل كبير.[19][20]
- حوالي 87 قبل الميلاد: وفقًا ليوسيفوس، بعد حرب أهلية استمرت ست سنوات شارك فيها الملك السلوقي ديمتريوس الثالث إيوكايروس، صلب الحاكم الحشموني ألكسندر جانيوس 800 متمرد يهودي في القدس.
- 73-63 قبل الميلاد: الجمهورية الرومانية تمد نفوذها إلى المنطقة في الحرب الميثراداتسية الثالثة. خلال الحرب، سيطر الملك الأرمني تيغرانس الكبير على سوريا واستعد لغزو يهودا والقدس، لكنه اضطر إلى التراجع بعد غزو لوكولوس لأرمينيا.[21] ومع ذلك، يُعتقد أن هذه الفترة أدت إلى أول استيطان للأرمن في القدس.[22] وفقًا للمؤرخ الأرمني موفسيس خوريناتسي الذي كتب في في عام 482 م، استولى تيغرانس على القدس وقام بترحيل هيركانوس إلى أرمينيا، لكن معظم العلماء يعتبرون هذه الرواية غير صحيحة.[23][24]

## الفترة الرومانية

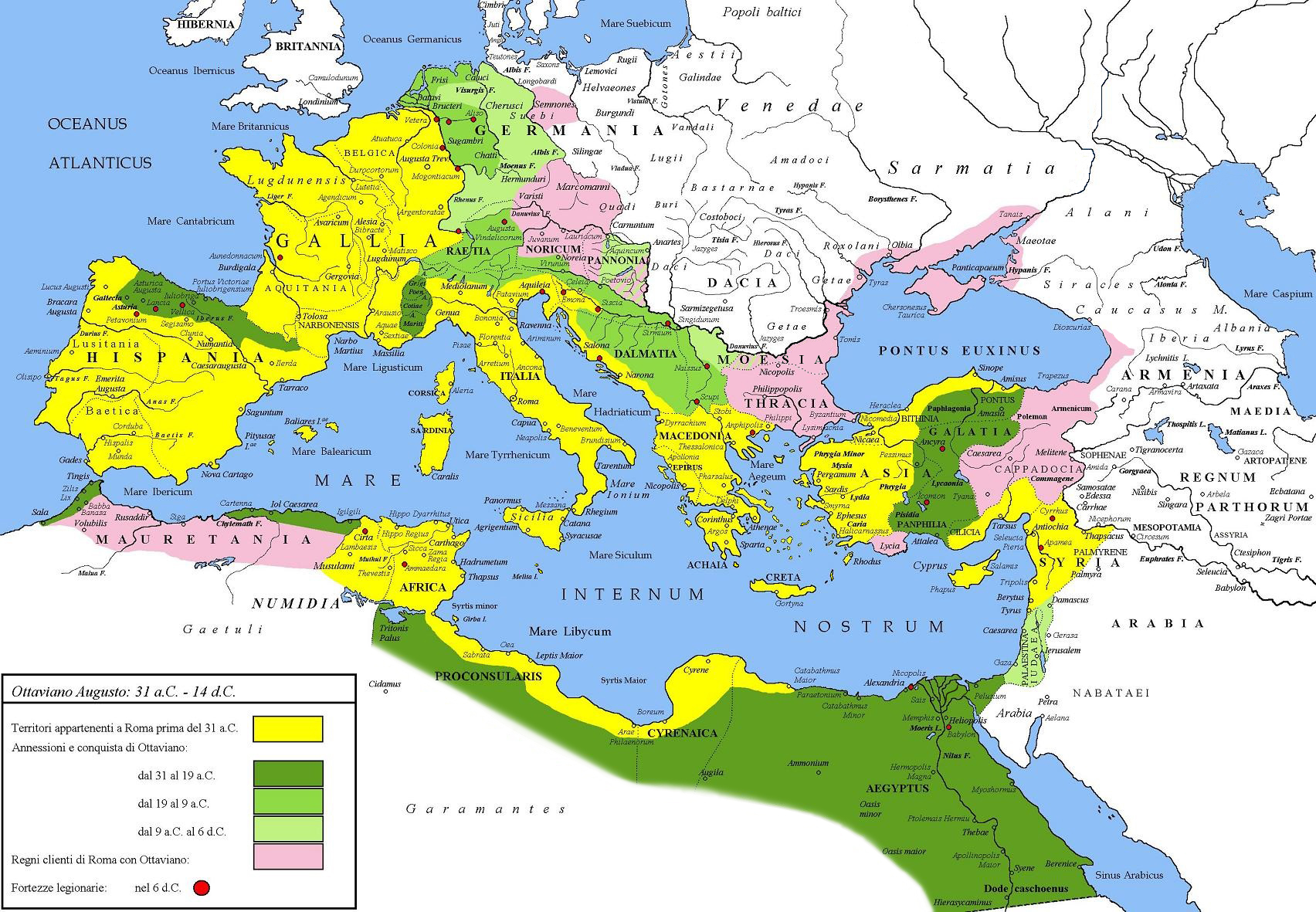
مدى اتساع الإمبراطورية الرومانية في عهد أغسطس، 30 ق.م. – 6 ميلادي

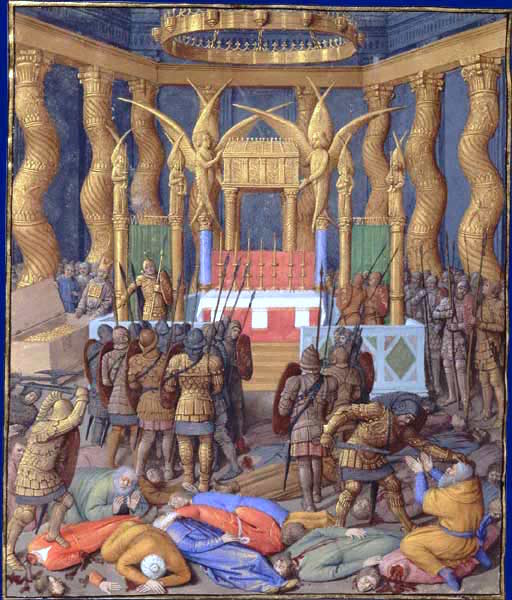
بومبي في المعبد، 63 ق.م. (جان فوكيه 1470–1475)

### الفترة الرومانية المبكرة
تقدم أحداث العهد الجديد (الأناجيل القانونية، وأعمال الرسل، والرسائل - بولسية وكاثوليكية - وسفر الرؤيا) رواية يعتبرها معظم المسيحيين كتابًا مقدسًا. يفتقر جزء كبير من السرد إلى المرتكزات التاريخية، وقد حاول المدافعون المسيحيون حساب تسلسل زمني تاريخي للأحداث دون التوصل إلى استنتاجات توافقية. جميع هذه الأحداث والتواريخ المذكورة هنا معروضة تحت هذا التحفظ، وتفتقر عمومًا إلى الاعتراف الأكاديمي غير الطائفي.تم وضع علامة عليها في القائمة بعلامة صليب [†].
- 63 قبل الميلاد: الجمهورية الرومانية تحت حكم بومبي العظيم تحاصر المدينة وتستولي عليها.[3] يدخل بومبي المعبد لكنه يترك الكنز. تم تعيين هيركانوس الثاني رئيسًا للكهنة، وتم تعيين أنتيباتر الأدومي حاكمًا.
- 57-55 ق.م.: قام أولوس غابينيوس، حاكم سوريا، بتقسيم مملكة الحشمونائيم السابقة إلى خمس مناطق للمجالس القانونية والدينية المعروفة باسم السنهدرين ومقرها القدس، صفوريس (الجليل)، أريحا، أماثوس (بيريا) وجدارا.[25][26]
- 54 قبل الميلاد: ينهب كراسوس المعبد، ويصادر كل ذهبه، بعد فشله في الحصول على الجزية المطلوبة.[بحاجة لمصدر]
- 45 قبل الميلاد: تم تعيين أنتيباتر الأدومي وكيلًا على اليهودية من قبل يوليوس قيصر، بعد تعيين يوليوس قيصر ديكتاتورًا للجمهورية الرومانية في أعقاب حرب قيصر الأهلية.[بحاجة لمصدر]
- 43 قبل الميلاد: قُتل أنتيباتر الأدومي بالسم، وخلفه أبناؤه فصائيل وهيرودس.[بحاجة لمصدر]
- 40 قبل الميلاد: أنتيغونوس، ابن الحشمونائيم أرسطوبولس الثاني وابن شقيق هيركانوس الثاني، يقدم المال للجيش الفرثي لمساعدته على استعادة مملكة الحشمونائيم من الرومان. القدس تم الاستيلاء عليها من قبل بارزافارنيس، باكوروس الأول من بارثيا والهارب الروماني كوينتوس لابينوس. تم تعيين أنتيجونوس كملك على يهودا. يتم تشويه هيراكانوس، وينتحر فصائيل، ويهرب هيرودس إلى روما.
- 40-37 قبل الميلاد: مجلس الشيوخ الروماني يعين هيرودس "ملك اليهود" ويزوده بجيش. بعد هزيمة الجنرال الروماني بوبليوس فينتيديوس باسوس للفرثيين في شمال سوريا، انتزع هيرودس والجنرال الروماني جايوس سوسيوس يهودا من أنتيغونوس الثاني ماتاثياس، وبلغت ذروتها في حصار المدينة.
- 37-35 قبل الميلاد: قام هيرودس الكبير ببناء قلعة أنطونيا، التي سميت على اسم مارك أنطونيو، في موقع الحشمونائيم باريس السابق.[27]
- 19 قبل الميلاد: قام هيرودس بتوسيع جبل المعبد، الذي تشمل جدرانه الاستنادية الحائط الغربي، وأعاد بناء المبعد (معبد هيرودس).
- 15 قبل الميلاد: ماركوس فيبسانيوس أغريبا، صهر الإمبراطور أغسطس يزور القدس ويقدم مقبرة سداسية في المعبد.[28]

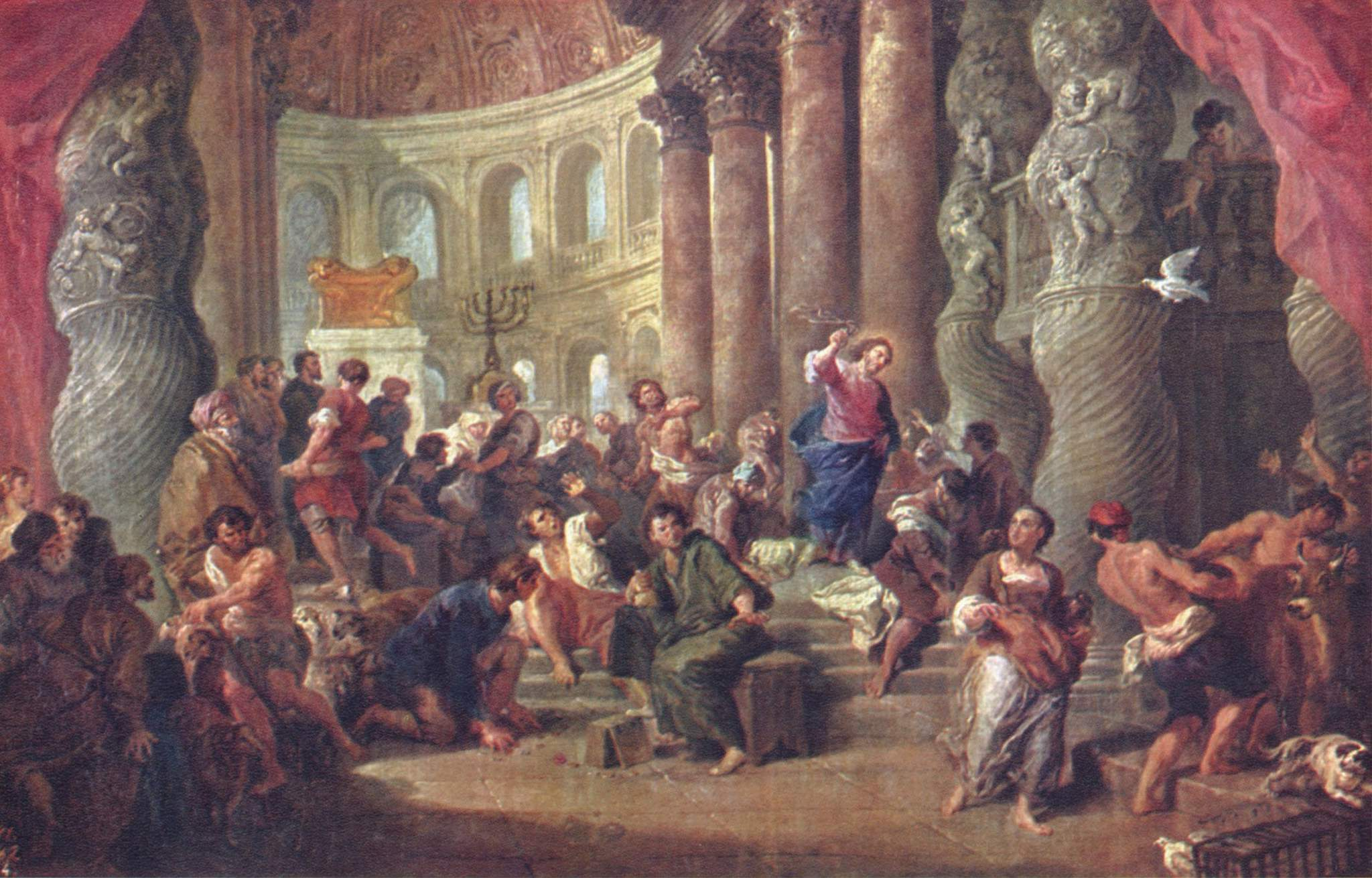
النبي عيسى في المعبد (جيوفاني باولو بانيني حوالي 1750)

- 6 ق.م [†]: ولد يوحنا المعمدان في عين كارم لأبوين زكريا وأليصابات.
- ٦-٤ قبل الميلاد [†]: تقديم يسوع إلى المبعد، بعد ٤٠ يومًا من ولادته في بيت لحم.
- 6 م: نهاية ولاية هيروديان في القدس.

- تم خلع هيرودس أرخيلاوس من منصب الحاكم العرقي لرباعية اليهودية. تم استبدال السلالة الهيرودية في مقاطعة يهودا المنشأة حديثًا بالمحافظين الرومان وبعد 44 بالنيابة، بدءًا من كوبونيوس (واصل الهيروديون الحكم في أماكن أخرى، وخدم أغريباس الأول وأغريباس الثاني فيما بعد كملوك).
- عين السيناتور كيرينيوس مندوبًا لمقاطعة سوريا الرومانية (التي "أضيفت" إليها يهودا وفقًا ليوسيفوس  على الرغم من أن بن ساسون يدعي أنها كانت "تابعة لسوريا وليست جزءًا قانونيًا من سوريا" ) يقوم بإجراء التعداد الضريبي لكل من سوريا ويهودا المعروف بإحصاء كيرينيوس.
- كلا الحدثين أشعلا ثورة يهوذا الجليلي الفاشلة وتأسيس الحركة المتعصبة، بحسب يوسيفوس.
- القدس تفقد مكانتها كعاصمة إدارية لصالح قيصرية فلسطين.

- 7-26 م: فترة سلام قصيرة، خالية نسبيًا من التمرد وسفك الدماء في يهودا والجليل.[32]
- 12-38 م: بحسب حران كويثا، هرب تلاميذ يوحنا المعمدان النصرانيون المندائيون من الاضطهاد في القدس في عهد الملك الفرثي المعروف باسم أرتابانوس الثاني الذي حكم بين 12 و 38 م.[33][34]
- ٢٨–٣٠ م [†]: خدمة يسوع لمدة ثلاث سنوات، وقع خلالها عدد من الأحداث الرئيسية في أورشليم، بما في ذلك:

- تجربة المسيح على الجبل.
- تطهير الهيكل – طرد يسوع التجار والمرابين من هيكل هيرودس.
- لقاء مع نيقوديموس.
- شفاء الرجل الأعمى منذ ولادته.

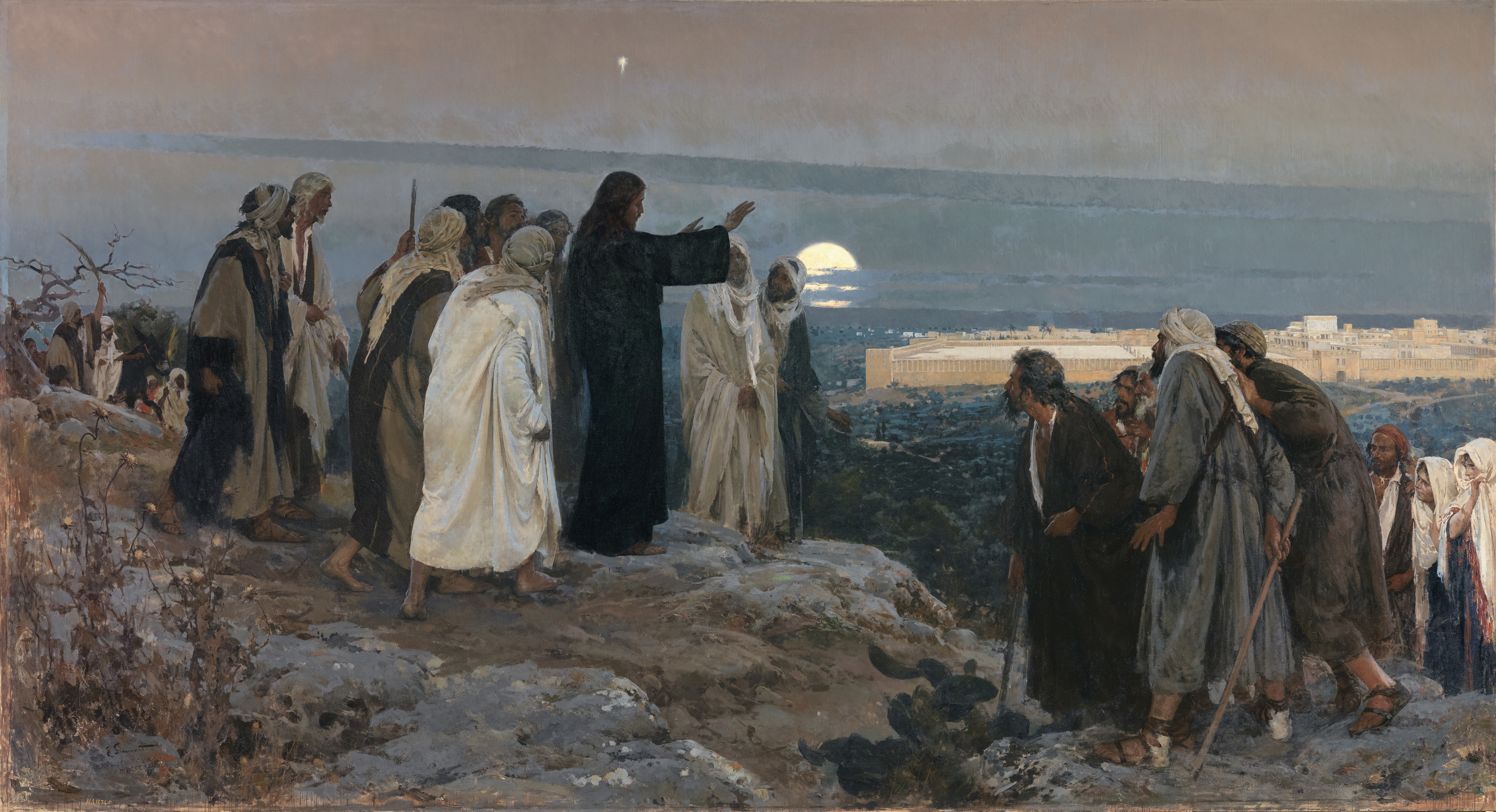
" فلفيت سوبر إيلام " (وبكى عليه)؛ بواسطة إنريكي سيمونيه، 1892.

- 30 م [†]: الأحداث الرئيسية في صلب يسوع الذي حدث في أورشليم.

- أحد الشعانين (يسوع يدخل أورشليم بصفته المسيح وهو راكب على حمار).
- العشاء الأخير.
- الآلام والصلب.
- قيامة يسوع.
- صعود يسوع.

- 30-36 م [†]: الشهيد المسيحي الأول ( الشهيد الأول ) القديس إسطفانوس رجم حتى الموت بعد محاكمة السنهدرين.
- 37-40 م: "أزمة تحت حكم غايوس كاليغولا" - أدت الأزمة المالية في جميع أنحاء الإمبراطورية إلى "أول انفصال مفتوح" بين اليهود والرومان على الرغم من أن المشاكل كانت واضحة بالفعل خلال إحصاء كيرينيوس في 6 م وتحت حكم سيجانوس قبل 31 م.[35]
- ٤٥–٤٦ م [†]: بعد مجاعة في اليهودية، قدم بولس وبرنابا الدعم لفقراء أورشليم من أنطاكية.
- 50 م [†]: ظن الرسل أنهم عقدوا مجمع أورشليم، أول مجمع مسيحي. قد يمثل أول انقسام رسمي بين المسيحية واليهودية حيث تم الاتفاق على أن المسيحيين لا يحتاجون إلى الختان أو قد يمثلون بالتناوب شكلاً من أشكال قانون نوح المبكر.
- 57 م [†]: تم القبض على بولس الطرسوسي في أورشليم بعد أن هاجمه حشد من الناس في الهيكل (Acts 21:26–39) ودافع عن أفعاله أمام السنهدرين.
- 64-68 م: نيرون يضطهد اليهود والمسيحيين في جميع أنحاء الإمبراطورية الرومانية.
- 66 م: يعقوب البار، شقيق يسوع والأسقف الأول لأورشليم، قُتل في القدس بتحريض من رئيس الكهنة أنانوس بن أنانوس بحسب يوسابيوس القيصري.[36]

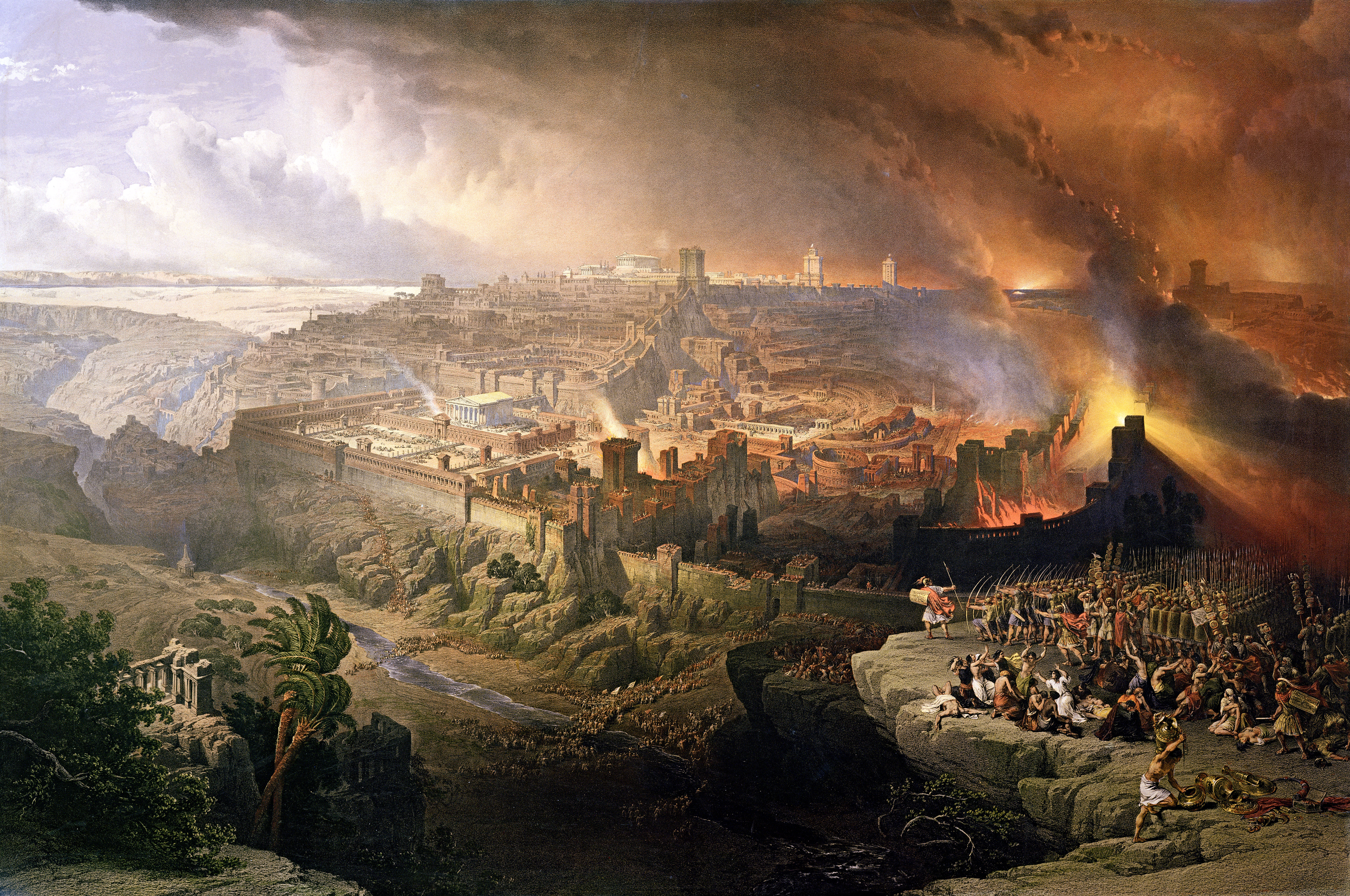
حصار القدس عام 70 م (ديفيد روبرتس، 1850)

- 66–73 م: الحرب اليهودية الرومانية الأولى، مع التمرد اليهودي بقيادة سيمون بار جيورا.
- 70 م: حصار القدس (70) تيتوس، الابن الأكبر للإمبراطور فسبازيان، ينهي الجزء الأكبر من الحرب اليهودية الرومانية الأولى ويدمر معبد هيرودس في تيشا باف. الفيلق العاشر فريتينسيس محصن في المدينة.

- تم نقل السنهدريم إلى يفنه. أصبح الفريسيون هم المهيمنين، وتطور شكلهم اليهودي إلى اليهودية الحاخامية الحديثة (في حين لم يعد الصدوقيون والأسينيون مسجلين كمجموعات في التاريخ - انظر أصول اليهودية الحاخامية).
- ينتقل كبار المسيحيين في المدينة إلى بيلا.

- حوالي 90-96 م: تعرض اليهود والمسيحيون للاضطهاد الشديد في جميع أنحاء الإمبراطورية الرومانية في نهاية عهد دوميتيان.
- 115-117 م: ثار اليهود ضد الرومان في جميع أنحاء الإمبراطورية، بما في ذلك القدس، في حرب كيتوس.
- 117 م: تم صلب القديس سمعان الأورشليمي، الأسقف الثاني للأورشليم، في عهد تراجان على يد الوالي أتيكوس في القدس أو ما جاورها بحسب يوسابيوس القيصري (260/265 – 339/340).[37]

### العصر الروماني المتأخر (إيليا كابيتولينا)

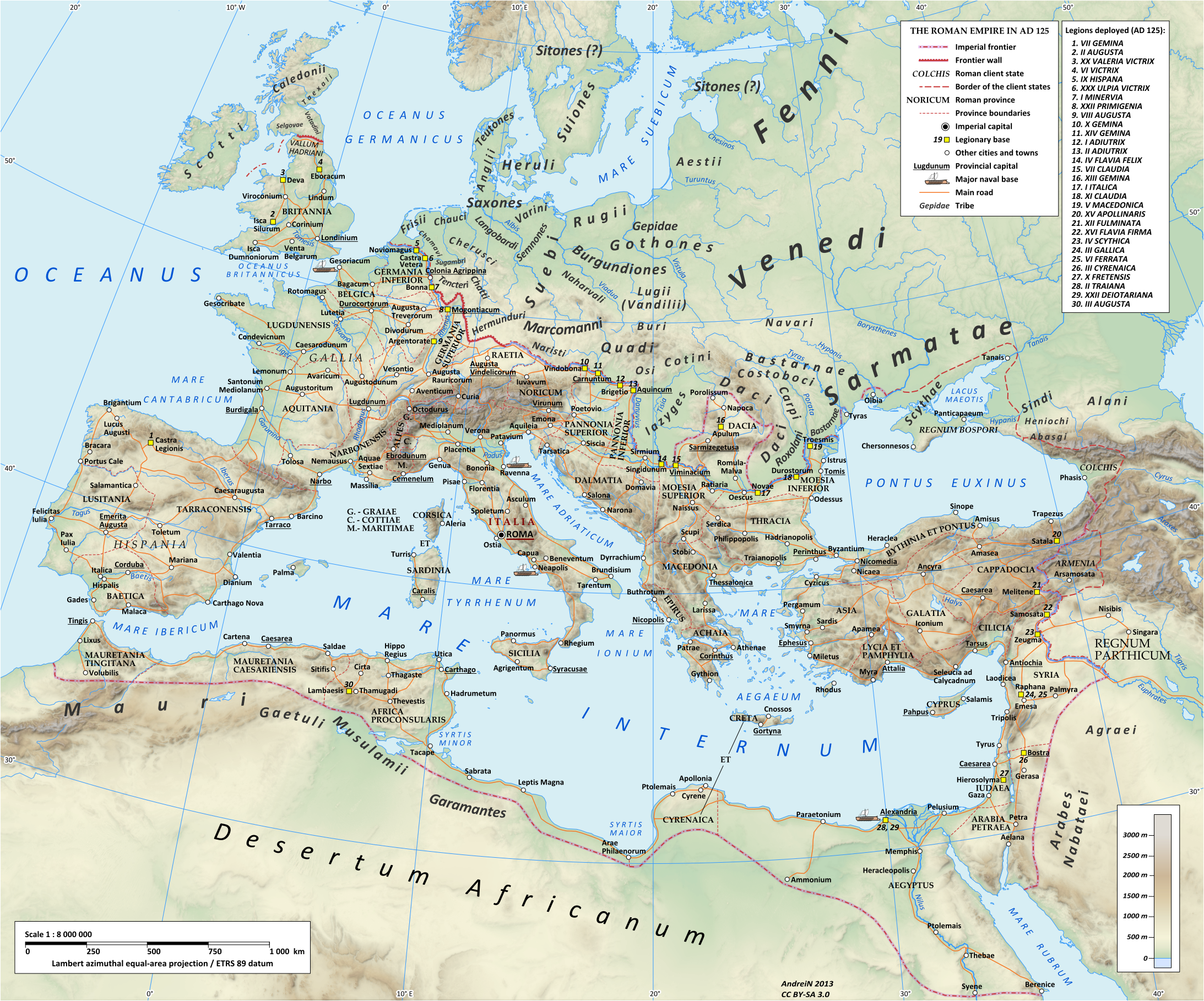
الإمبراطورية الرومانية في ذروتها تحت حكم هادريان تظهر موقع الجحافل الرومانية المنتشرة في عام 125 م.

- 130: الإمبراطور هادريان يزور آثار القدس ويقرر إعادة بنائها كمدينة مخصصة لجوبيتر تسمى إيليا كابيتولينا.
- 131: تمركز فيلق إضافي، ليجيو السادس فيراتا، في المدينة للحفاظ على النظام، حيث أجرى الحاكم الروماني مراسم تأسيس إيليا كابيتولينا. ألغى هادريان الختان (بريت ميلاه) الذي اعتبره تشويهًا.[38]
- 132-135: ثورة بار كوخبا - سيمون بار كوخبا يقود ثورة ضد الإمبراطورية الرومانية، ويسيطر على المدينة لمدة ثلاث سنوات. تم إعلانه على أنه المسيح من قبل الحاخام عكيفا. يرسل هادريان سيكستوس يوليوس سيفيروس إلى المنطقة، الذي يسحق التمرد بوحشية ويستعيد المدينة.
- 136: أعاد هادريان تأسيس المدينة رسميًا باسم إيليا كابيتولينا، ومنع الوجود اليهودي والمسيحي في المدينة.
- 136–140: تم بناء معبد للمشتري على جبل المعبد وتم بناء معبد لفينوس على الجلجثة.
- 138: تم تخفيف القيود المفروضة على الوجود المسيحي في المدينة بعد وفاة هادريان وأصبح أنطونينوس بيوس إمبراطورًا.
- 195: ترأس القديس نرجس الأورشليمي مجمعًا عقده أساقفة فلسطين في قيصرية، وأصدر قرارًا بأن يكون عيد الفصح دائمًا يوم الأحد، وليس مع عيد الفصح اليهودي.
- 251: مقتل أسقف القدس ألكسندروس أثناء اضطهاد الإمبراطور الروماني ديكيوس للمسيحيين.
- 259: تقع القدس تحت حكم أوديناثوس كملك لإمبراطورية تدمر بعد الاستيلاء على الإمبراطور فاليريان على يد شابور الأول في معركة الرها مما أدى إلى انقسام الإمبراطورية الرومانية.
- 272: القدس تصبح جزءًا من الإمبراطورية الرومانية مرة أخرى بعد هزيمة أوريليان لإمبراطورية تدمر في معركة حمص.
- 303 ميلادية: ولادة القديس بروكوبيوس السكيثوبوليس في القدس.
- 312: مقاريوس يصبح آخر أسقف لإيليا كابيتولينا.
- 313: تأسست جماعة إخوان القيامة في القدس بعد أن أصدر قسطنطين الأول مرسوم ميلانو، الذي شرع المسيحية في جميع أنحاء الإمبراطورية الرومانية بعد تحوله في العام السابق.

## الفترة البيزنطية

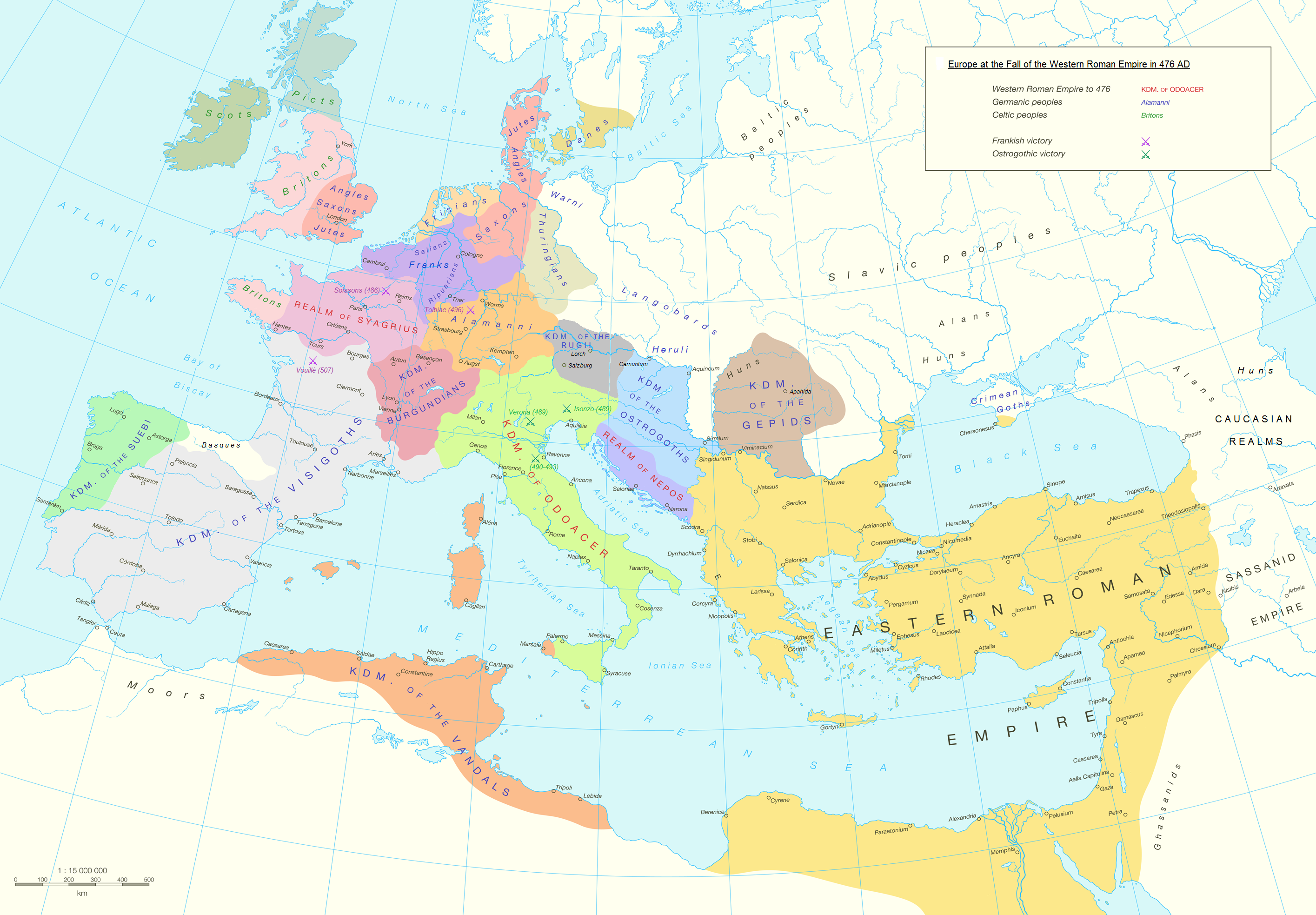
أوروبا بعد سقوط الإمبراطورية الرومانية الغربية عام 476

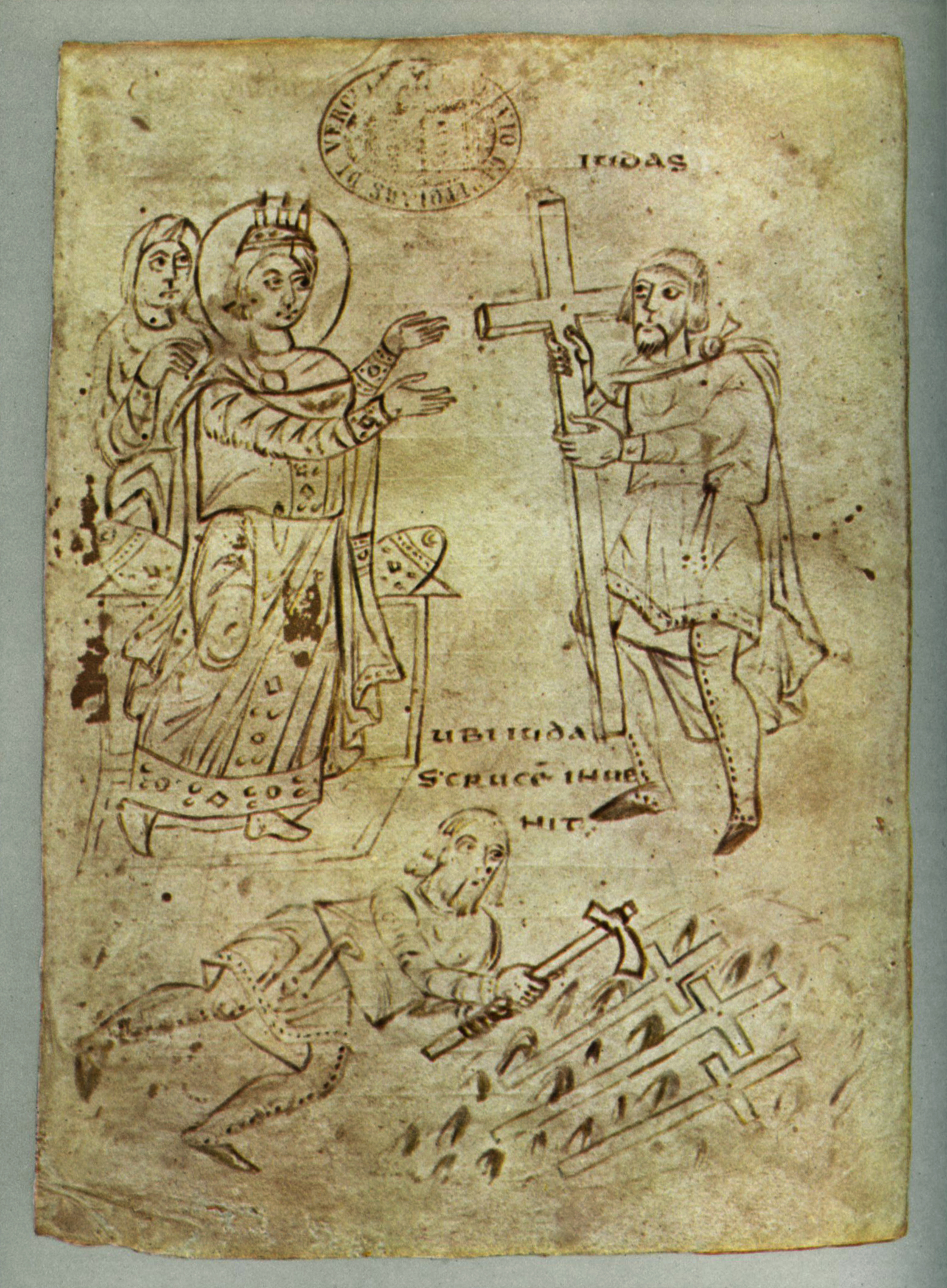
هيلينا تجد الصليب الحقيقي (مخطوطة إيطالية، عام 825)

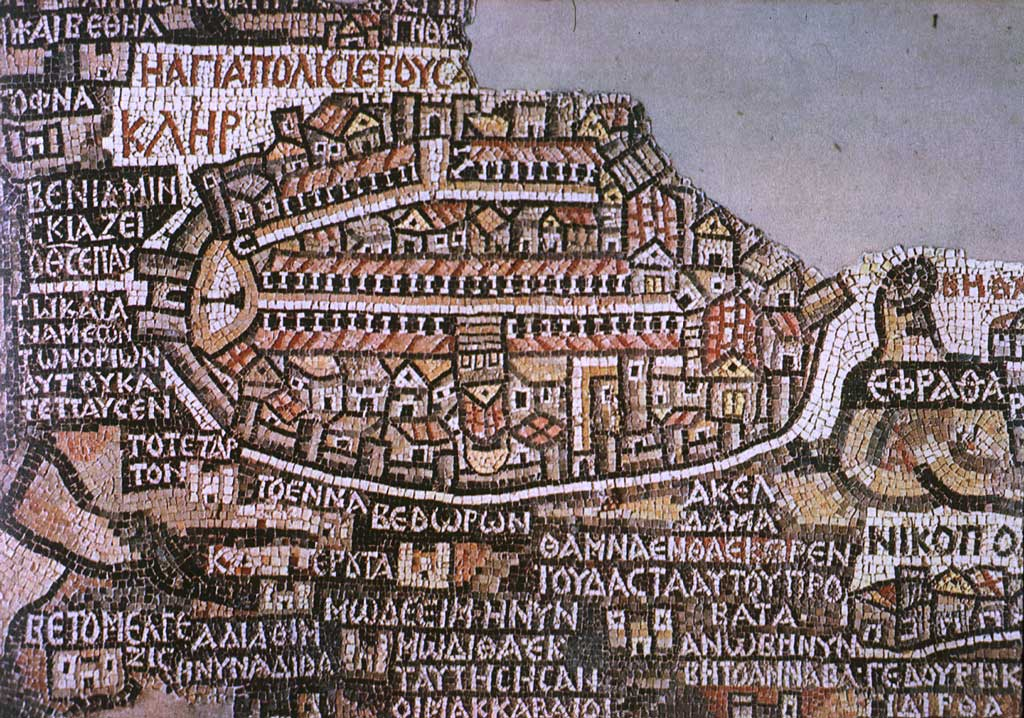
خريطة مادبا تصور القدس في القرن السادس

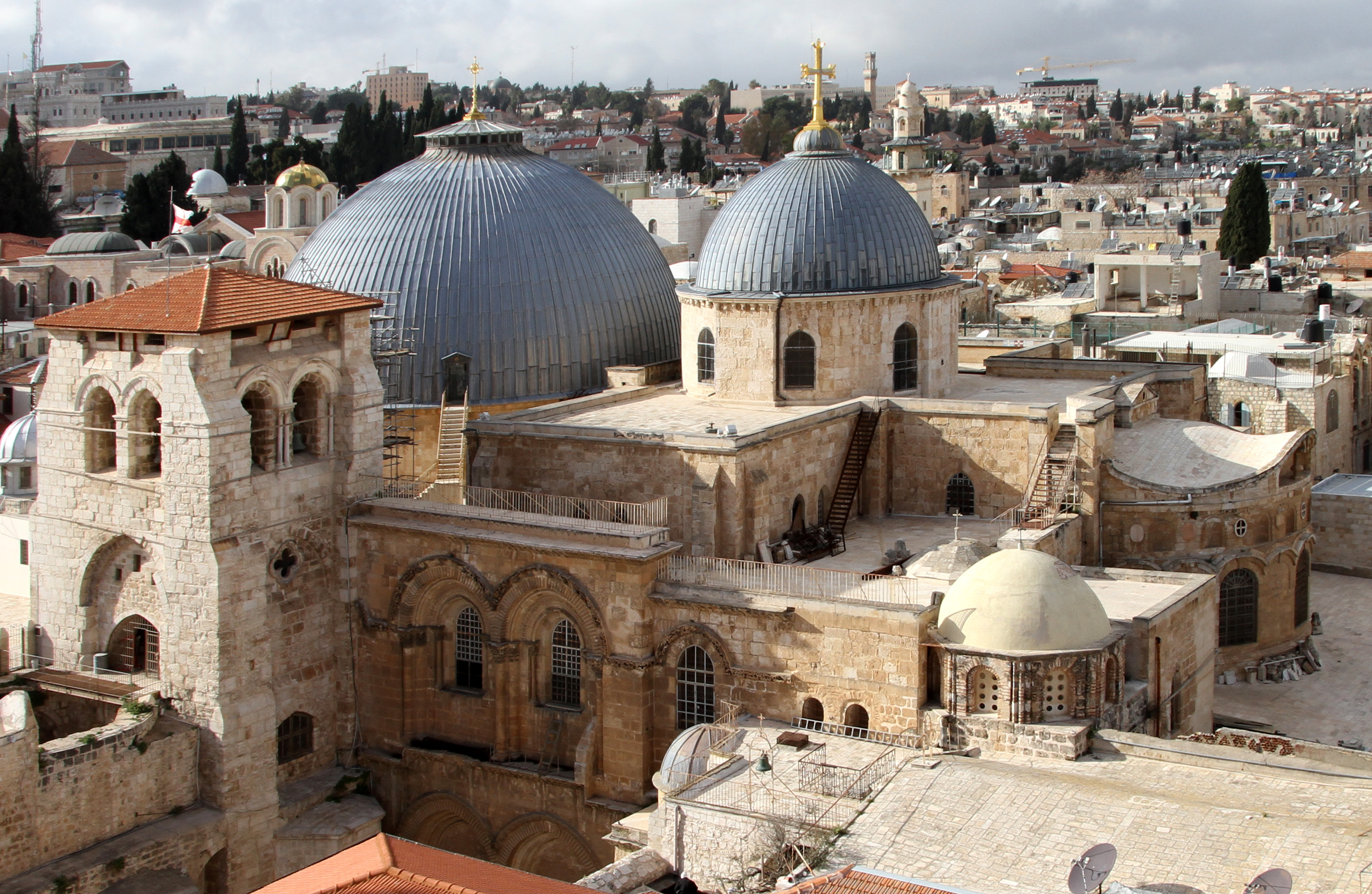
كنيسة القيامة : تعتبر القدس بشكل عام مهد المسيحية.

- 324–325: الإمبراطور قسطنطين يفوز في الحروب الأهلية للنظام الرباعي ويعيد توحيد الإمبراطورية. في غضون بضعة أشهر، أكد مجمع نيقية الأول (أول مجمع مسيحي عالمي) وضع إيليا كابيتولينا كبطريركية.[39] تبدأ موجة كبيرة من الهجرة المسيحية إلى المدينة. هذا هو التاريخ الذي يُعتقد فيه عمومًا أن المدينة قد أعيدت تسميتها بالقدس.
- حوالي 325: لا يزال الحظر المفروض على دخول اليهود إلى المدينة ساريًا، ولكن يُسمح لهم بالدخول مرة واحدة في السنة للصلاة في ذكرى خراب الهيكل.
- 326: هيلانة والدة قسطنطين تزور القدس وتأمر بتدمير معبد هادريان لفينوس الذي تم بناؤه على الجلجثة. ويقال إن التنقيب، برفقة مقاريوس القدس ، اكتشف الصليب الحقيقي والقميص المقدس والمسامير المقدسة.
- 333: تم بناء كنيسة بانر نوستر على جبل الزيتون، بمناسبة موقع صعود يسوع.
- 335: بناء أول كنيسة القيامة على الجلجثة.
- 347: القديس كيرلس الأورشليمي يلقي تعاليمه الغامضة، وتعليمات حول المواضيع الرئيسية للإيمان والممارسة المسيحية.
- 361: الأفلاطوني الحديث يوليان المرتد يصبح الإمبراطور الروماني ويحاول عكس التأثير المتزايد للمسيحية من خلال تشجيع الديانات الأخرى. نتيجة لذلك، تم تكليف أليبيوس الأنطاكي بإعادة بناء الهيكل في القدس وتم السماح لليهود بالعودة إلى المدينة.[40]
- 363: زلزال الجليل عام 363 مع إعادة هيمنة المسيحية بعد وفاة يوليان المرتد في معركة سامراء أنهى محاولات بناء معبد ثالث في القدس.
- 380: ثيودوسيوس الأول يعلن أن المسيحية النيقية هي كنيسة الدولة في الإمبراطورية الرومانية. فقدت الإمبراطورية الرومانية فيما بعد مقاطعاتها الغربية، مع استمرار القدس تحت سلطة الإمبراطورية الشرقية (المعروفة باسم الإمبراطورية البيزنطية).
- حوالي 380: أسس تيرانيوس روفينوس وميلانيا الكبرى أول دير في القدس على جبل الزيتون.
- 386: انتقل القديس جيروم إلى القدس ليبدأ العمل على النسخه اللاتينية للانجيل، بتكليف من البابا داماسوس الأول وكان له دور فعال في تثبيت قانون الكتاب المقدس في الغرب. ثم انتقل بعد ذلك إلى بيت لحم.
- 394: يوحنا الثاني، أسقف أورشليم ، يكرّس كنيسة صهيون المقدسة المبنية على موقع العلية.
- 403: يوثيميوس الكبير يؤسس فاران لافرا، على بعد ستة أميال شرق القدس.
- 438: الإمبراطورة إيليا يودوكيا أودوتشا، زوجة ثيودوسيوس الثاني، تزور القدس بعد تشجيع ميلانيا الصغرى.
- 451: مجمع خلقيدونية يؤكد وضع أورشليم كبطريركية كإحدى البطريركية الخماسية. جوفينال القدس يصبح أول بطريرك على القدس.[41]
- 443 - 460: انتقلت الإمبراطورة إيليا يودوكيا أودوتشا إلى القدس حيث توفيت عام 460، بعد أن نفاها ثيودوسيوس الثاني بتهمة الزنا.
- 483: سابا المقدس يؤسس اللافرا الكبرى، المعروفة أيضًا باسم مار سابا، في وادي قدرون.
- 540-550: قام الإمبراطور جستنيان الأول بعدد من أعمال البناء، بما في ذلك نيا إكليسيا والدة الإله ("نيا") الرائعة ذات يوم وامتداد طريق كاردو.[42]
- حوالي 600: البابا اللاتيني غريغوري الأول يكلف الأباتي بروبوس من رافينا ببناء مستشفى في القدس لعلاج الحجاج اللاتينيين إلى الأراضي المقدسة.
- 610: جبل المعبد في القدس يصبح النقطة المحورية لصلاة المسلمين، والمعروفة باسم القبلة الأولى، بعد الوحي الأولي للنبي محمد.
- 610: بدأت الثورة اليهودية ضد هرقل في أنطاكية وامتدت إلى مدن أخرى بما في ذلك القدس.
- 614: حصار القدس (614) - سقطت القدس في يد الإمبراطورية الساسانية بقيادة كسرى الثاني بقيادة القائد شهربراز. خلال الحرب البيزنطية الساسانية 602-628. تحالف الزعيم اليهودي نحميا بن حوشيل مع شهربراز في المعركة، كجزء من الثورة اليهودية ضد هرقل، وعُين حاكمًا على المدينة. أُحرقت كنيسة القيامة، وتم أسر البطريرك زكريا، وتم نقل الصليب الحقيقي والآثار الأخرى إلى طيسفون، وتم ذبح الكثير من السكان المسيحيين.[43][44] تم تدمير معظم المدينة.[بحاجة لمصدر]

- 617: مقتل الحاكم اليهودي نحميا بن حوشييل على يد حشد من المواطنين المسيحيين، بعد ثلاث سنوات من تعيينه. قام الساسانيون بقمع الانتفاضة وتعيين حاكم مسيحي ليحل محله.
- 620: رحلة النبي محمد الليلية (الإسراء والمعراج) إلى القدس حسب العقيدة الإسلامية.[45]
- 624: القدس تفقد مكانتها كنقطة محورية لصلاة المسلمين إلى مكة، بعد 18 شهرًا من الهجرة.
- حوالي 625: بحسب صحيح البخاري، رسم النبي محمد المسجد الأقصى باعتباره أحد مساجد الإسلام الثلاثة المقدسة.[46]
- 629: الإمبراطور البيزنطي هرقل يستعيد القدس، بعد الهزيمة الحاسمة للإمبراطورية الساسانية في معركة نينوى (627). يعيد هرقل شخصياً الصليب الحقيقي إلى المدينة.[47]

## الفترة الإسلامية المبكرة

### الخلافة الراشدة والأموية والعباسية

التوسع في عهد النبي محمد، 622–632
التوسع في عهد الخلافة الراشدة، 632–661
التوسع في عهد الدولة الأموية 661–750

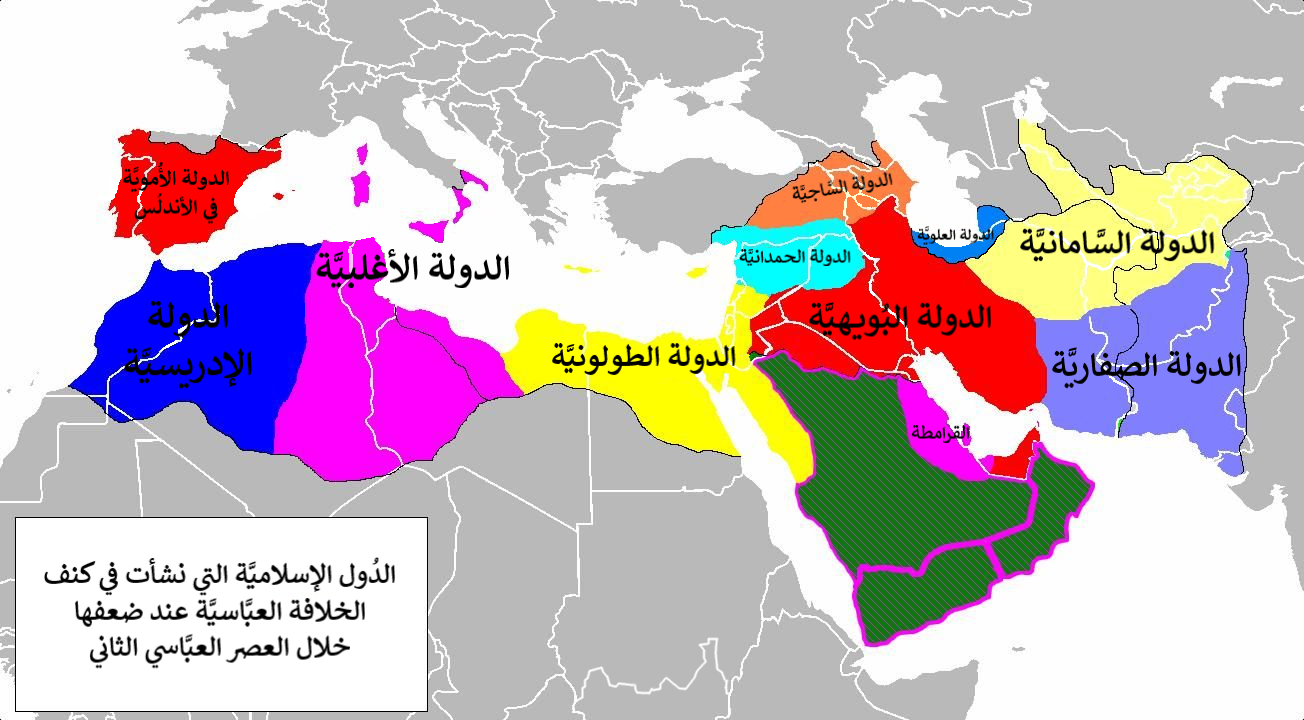
خريطة عفا عليها الزمن لمختلف الإمارات المستقلة بحكم الأمر الواقع بعد أن فقد العباسيون هيمنتهم العسكرية (حوالي 950)

- 636–637: حصار القدس (636–637) الخليفة العربي عمر بن الخطاب يغزو القدس وبناءً على طلب بطريرك القدس المسيحي، يدخل المدينة سيرًا على الأقدام، بعد الهزيمة الحاسمة للإمبراطورية البيزنطية في معركة اليرموك بعد بضعة أشهر.[3] يقال إن البطريرك صفرونيوس وعمر قد اتفقا على ميثاق عمر الأول، الذي يضمن حرية الدين لغير المسلمين، وفي ظل الحكم الإسلامي، لأول مرة منذ الفترة الرومانية، سُمح لليهود مرة أخرى بالعيش والعبادة بحرية في القدس.[48] وتصبح القدس جزءاً من ولاية جند فلسطين التابعة للخلافة العربية.
- 638: بدأت الكنيسة الرسولية الأرمنية بتعيين أسقف خاص بها في القدس.
- 661: معاوية بن أبي سفيان يُعين خليفة للعالم الإسلامي في القدس بعد اغتيال علي بن أبي طالب في الكوفة، منهيا الفتنة الأولى وبداية الدولة الأموية.
- 677: وفقًا لتفسيرات المؤرخ الماروني ثيوفيلوس الرهاوي، استولى المردة (ربما أسلاف الموارنة اليوم) على مساحة واسعة من الأرض بما في ذلك القدس نيابة عن الإمبراطور البيزنطي، الذي كان في نفس الوقت يصد الأمويين في حصار القسطنطينية (674–678). ومع ذلك، فقد تم الطعن في هذا باعتباره ترجمة خاطئة لعبارة "المدينة المقدسة".[49][50]
- 687–691: تم بناء قبة الصخرة على يد الخليفة عبد الملك بن مروان خلال الفتنة الثانية، لتصبح أول عمل عظيم للعمارة الإسلامية في العالم.[3]
- 692: المجلس الأرثوذكسي في ترولو يجعل القدس رسميًا إحدى الدول الخماسية (المتنازع عليها من قبل الكاثوليكية الرومانية).
- 705: الخليفة الأموي الوليد بن عبد الملك يبني الجامع الأقصى.
- 730-749: يوحنا الدمشقي، كبير مستشاري الخليفة هشام بن عبد الملك سابقًا، ينتقل إلى دير مار سابا خارج القدس ويصبح المعارض الرئيسي لتحطيم المعتقدات التقليدية الأولى من خلال كتاباته اللاهوتية.
- 744–750: أعمال شغب في القدس وغيرها من المدن السورية الكبرى في عهد الخليفة مروان بن محمد، تم قمعها في 745–746. هُزم الجيش الأموي بعد ذلك عام 750 في معركة الزاب على يد العباسيين، الذين سيطروا على الإمبراطورية بأكملها بما في ذلك القدس. مروان الثاني يهرب عبر القدس لكنه اغتيل في مصر.
- 793–796: حرب قيس اليمن (793–796).
- 797: إرسال أول سفارة من شارلمان إلى الخليفة هارون الرشيد كجزء من محاولة التحالف العباسي الكارولنجي.[51]
- 799: أرسل شارلمان رسالة أخرى إلى البطريرك جاورجيوس الأورشليمي. [52]
- 801: وفاة القديسة الصوفية ربيعة العدوية في القدس.
- 813: الخليفة المأمون يزور القدس ويقوم بتجديدات واسعة النطاق لقبة الصخرة.
- 878: أحمد بن طولون، حاكم مصر ومؤسس الأسرة الطولونية، يفتح القدس ومعظم سوريا، بعد أربع سنوات من إعلان استقلال مصر عن البلاط العباسي في بغداد.
- 881: راسل بطريرك القدس إلياس الثالث الحكام الأوروبيين طالبًا تبرعات مالية، بما في ذلك الإمبراطور الروماني المقدس وملك فرانسيا الغربية شارل السمين وألفريد العظيم ملك إنجلترا.
- 904: العباسيون يستعيدون السيطرة على القدس بعد غزو سوريا، وجيش الأمير الطولوني الأمير هارون يتراجع إلى مصر حيث هُزم الطولونيون في العام التالي.
- 939/944: محمد بن طغج الإخشيد، والي مصر وفلسطين العباسيتين، أطلق عليه الخليفة العباسي الراضي لقب الإخشيد، وفي عام 944 تم تعيينه حاكماً وراثياً لأراضيه.
- 946: وفاة محمد بن طغج الإخشيد. أبو المسك كافور يصبح الحاكم الفعلي للأراضي الإخشيدية.
- 951-978: الإصطخري، تقاليد البلدان وابن حوقل، وجه الأرض يكتب عن جند فلسطين : "عاصمتها وأكبر مدنها هي الرملة، لكن مدينة القدس المقدسة تقترب جدًا من هذا الأخير من حيث الحجم"، والقدس : "إنها مدينة مرتفعة على التلال، وعليك أن تصعد إليها من كل جانب. ليس في القدس كلها مياه جارية، باستثناء ما يأتي من الينابيع، الذي يمكن استخدامه لري الحقول، ومع ذلك وهو أخصب جزء من فلسطين." [53]
- 966: غادر المقدسي القدس ليبدأ دراسته الجغرافية التي استمرت 20 عامًا، وكتب بالتفصيل عن القدس في كتابه وصف سوريا، بما في ذلك فلسطين.[53]
- 968: وفاة أبو المسك كفور ودفن في القدس أيضًا. انقسام الحكومة الإخشيدية واستعداد الفاطميين لغزو مصر وفلسطين.

### الحكم الفاطمي والسلجوقي
- 969: الفاطميون الشيعة الإسماعيليون بقيادة الجنرال جوهر الصقلي يغزون المناطق الإخشيدية في الإمبراطورية العباسية بما في ذلك القدس، بعد معاهدة تضمن حرية الدين للسنة المحليين.
- 975: الحملة السورية الثانية للإمبراطور البيزنطي يوحنا زيمسكي تستولي على حمص وبعلبك ودمشق وطبريا والناصرة وقيصرية وصيدا وبيروت وجبيل وطرابلس، لكنها هُزمت في طريقها إلى القدس. توفي الإمبراطور فجأة عام 976 عند عودته من الحملة.
- 1009: الخليفة الفاطمي الحاكم يأمر بتدمير الكنائس والمعابد اليهودية في الإمبراطورية، بما في ذلك كنيسة القيامة.
- 1021: الخليفة الظاهر لإعزاز دين الله يقوم بتجديدات واسعة النطاق لقبة الصخرة.
- 1023–1041: أنوشتكين الدزبري هو حاكم فلسطين وسوريا، ويهزم ثورة الجراحيد في 1024–1029. وبعد خمسة عشر عامًا، في عام 1057، تم نقل جثته بشكل احتفالي إلى القدس من قبل الخليفة المستنصر لإعادة دفنه.[54]
- 1030: الخليفة الظاهر يأذن بإعادة بناء كنيسة القيامة والكنائس المسيحية الأخرى في معاهدة مع الإمبراطور البيزنطي رومانوس الثالث أرجوروس.
- 1042: الإمبراطور البيزنطي قسطنطين التاسع يدفع تكاليف ترميم كنيسة القيامة، بترخيص من الخليفة المستنصر بالله. يأذن المستنصر بعدد من المباني المسيحية الأخرى، بما في ذلك المستشفى الموريستاني والكنيسة والدير الذي بناه مجموعة من التجار الأمالفيين.حوالي 1050.
- 1054: الانشقاق الكبير – انضم بطريرك القدس إلى الكنيسة الأرثوذكسية الشرقية، تحت ولاية القسطنطينية. لقد أصبح جميع المسيحيين في الأراضي المقدسة تحت سلطة بطريرك الروم الأرثوذكس في القدس، مما أدى إلى تحديد السبب الرئيسي للحروب الصليبية.
- 1073: الاستيلاء على القدس بقيادة الأمير التركماني أتسز بن أوق، الذي كان يتقدم جنوبًا إلى الدولة الفاطمية الضعيفة بعد الهزيمة الحاسمة للجيش البيزنطي في معركة ملاذكرد التي خاضها ضد الدولة السلجوقية العظمى قبل عامين ومدمرة لمدة ست سنوات. المجاعة في مصر بين عامي 1067 و1072.[55]
- 1077: القدس تثور ضد حكم أتسز أثناء قتاله للدولة الفاطمية في مصر. عند عودته إلى القدس، استعاد أتسز المدينة وذبح السكان المحليين.[56] بعد فترة وجيزة، تم إعدام أتسز على يد توتش الأول، حاكم سوريا في عهد أخيه الزعيم السلجوقي ملك شاه الأول. توتش الأول يعين أرتوق بن إكسب ، مؤسس السلالة الأرتقية فيما بعد، حاكمًا.
- 1091–1095: توفي أرتوق بن إكسب عام 1091، وخلفه أبناؤه إيلغازي وسوكمان في منصب الحاكم. توفي ملك شاه عام 1092، وانقسمت الإمبراطورية السلجوقية إلى دويلات أصغر متحاربة. السيطرة على القدس متنازع عليها بين دقاق ورضوان بعد وفاة والدهما توتش الأول عام 1095. إن التنافس المستمر يضعف سوريا.
- 1095-1096: الغزالي يعيش في القدس.
- 1095: في مجمع كليرمون، البابا أوربان الثاني يدعو إلى الحملة الصليبية الأولى.
- 1098: الوصي الفاطمي الأفضل شاهنشاه يستعيد القدس من أبناء أرتوق بن اكسب إيلغازي وسوكمان.

## الفترة الصليبية/الأيوبية

### مملكة القدس الصليبية الأولى (1099–1187)

الدول الصليبية عام 1180

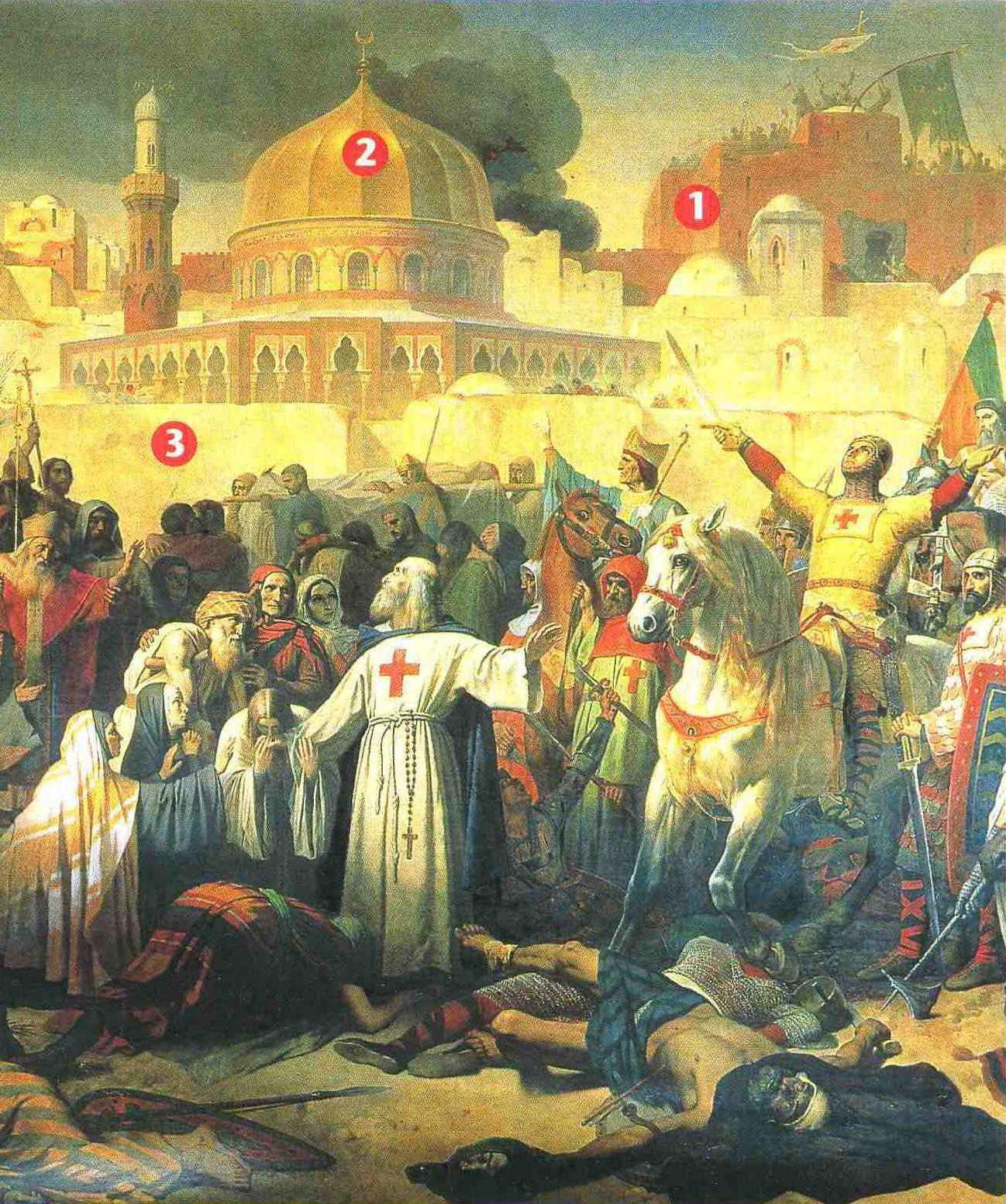
الاستيلاء على القدس من قبل الصليبيين في 15 يوليو 1099
1.القبر المقدس، 2. قبة الصخرة، 3. أسوار

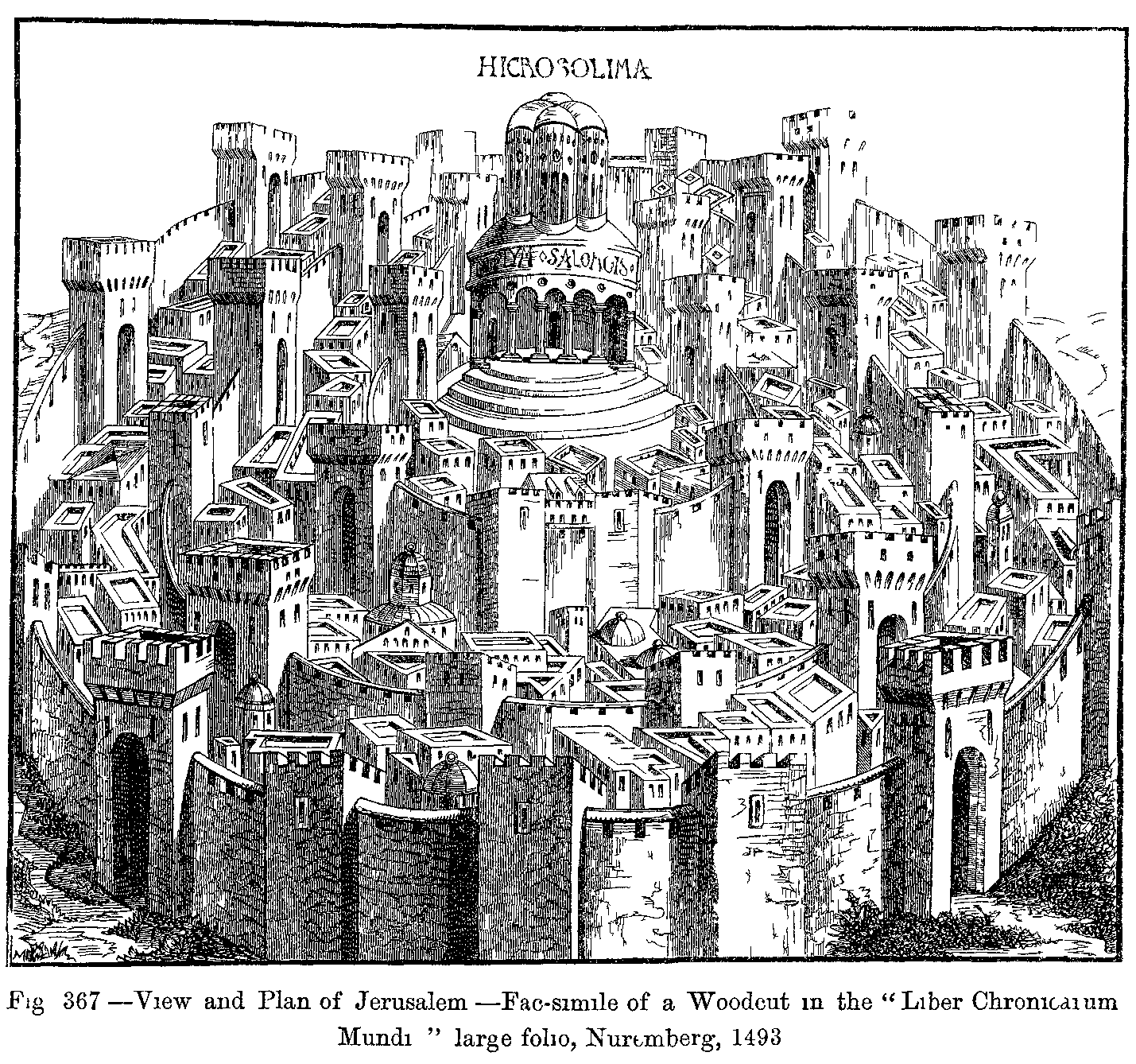
نقش خشبي للقدس في مجلة نورمبرغ كرونيكل، 1493

- 1099: حصار القدس (1099) - استولى الصليبيون أولاً على القدس وذبحوا معظم سكان المدينة المسلمين واليهود. تحويل قبة الصخرة إلى كنيسة مسيحية. أصبح جودفري أوف بوالون حاميًا للقبر المقدس.[57]
- 1100: داغوبرت من بيزا يصبح بطريركًا للاتين على القدس. يعد جودفري أوف بوالون بتسليم حكم القدس إلى البابوية بمجرد أن يستولي الصليبيون على مصر. لم يحدث غزو مصر حيث توفي جودفري بعد ذلك بوقت قصير. أُعلن بالدوين الأول ملكًا على القدس بعد تفوقه السياسي على داغوبرت.
- 1104: الجامع الأقصى يصبح القصر الملكي لمملكة القدس.
- 1112: أرنولف تشوك يصبح بطريرك القدس للاتين للمرة الثانية ويحظر العبادة غير الكاثوليكية في كنيسة القيامة.
- 1113: تم تأكيد تأسيس فرسان الإسبتارية على يد جيرارد توم في دار العجزة المسيحية الموريستانية في القدس من خلال مرسوم بابوي من البابا باسكال الثاني.
- 1119: عثر هيوجز دي بانز وجودفري دي سانت أومير على فرسان الهيكل في المسجد الأقصى.
- 1123: تأسيس تحالف باكتوم وارموندي بين مملكة القدس وجمهورية البندقية.
- 1131: أصبحت ميليسندا ملكة القدس، وعملت لاحقًا كوصي على ابنها بين عامي 1153 و1161 أثناء قيامه بالحملة. كانت الابنة الكبرى للملك بالدوين الثاني ملك القدس والأميرة الأرمنية مورفيا من مليتين.
- 1137: زنكي يهزم أهل القدس في معركة بعرين. حوصر فولك في قلعة بعرين، لكن زنكي أطلق سراحه مقابل فدية.
- 1138: تم بناء كنيسة القديسة حنة على يد أردا من أرمينيا، أرملة بلدوين الأول من القدس.
- 1149: بناء كنيسة القيامة الجديدة.
- 1141–1173: زار القدس يهودا هاليفي (1141)، موسى بن ميمون (1165)، بنيامين التطيلي (1173).
- 1160: وفقًا لبنيامين التطيلي، دعا ديفيد ألروي، المطالب بالمسيح، أتباعه في بغداد للانضمام إليه في مهمة إلى القدس.
- 1170-1184: ويليام الصوري يكتب أعظم أعماله هيستوريا هيروسوليميتانا.

### الأيوبيون والمملكة الصليبية الثانية
أدت هزيمة الصليبيين في معركة حطين إلى نهاية المملكة الصليبية الأولى (1099-1187). خلال المملكة الصليبية الثانية (1192-1291)، لم يتمكن الصليبيون من الحصول على موطئ قدم في القدس إلا على نطاق محدود، مرتين من خلال المعاهدات (حقوق الوصول في 1192 بعد معاهدة يافا ؛ السيطرة الجزئية في 1229-1239 بعد معاهدة يافا و تل عجول )، ومرة أخرى بين عامي 1241 و1244.

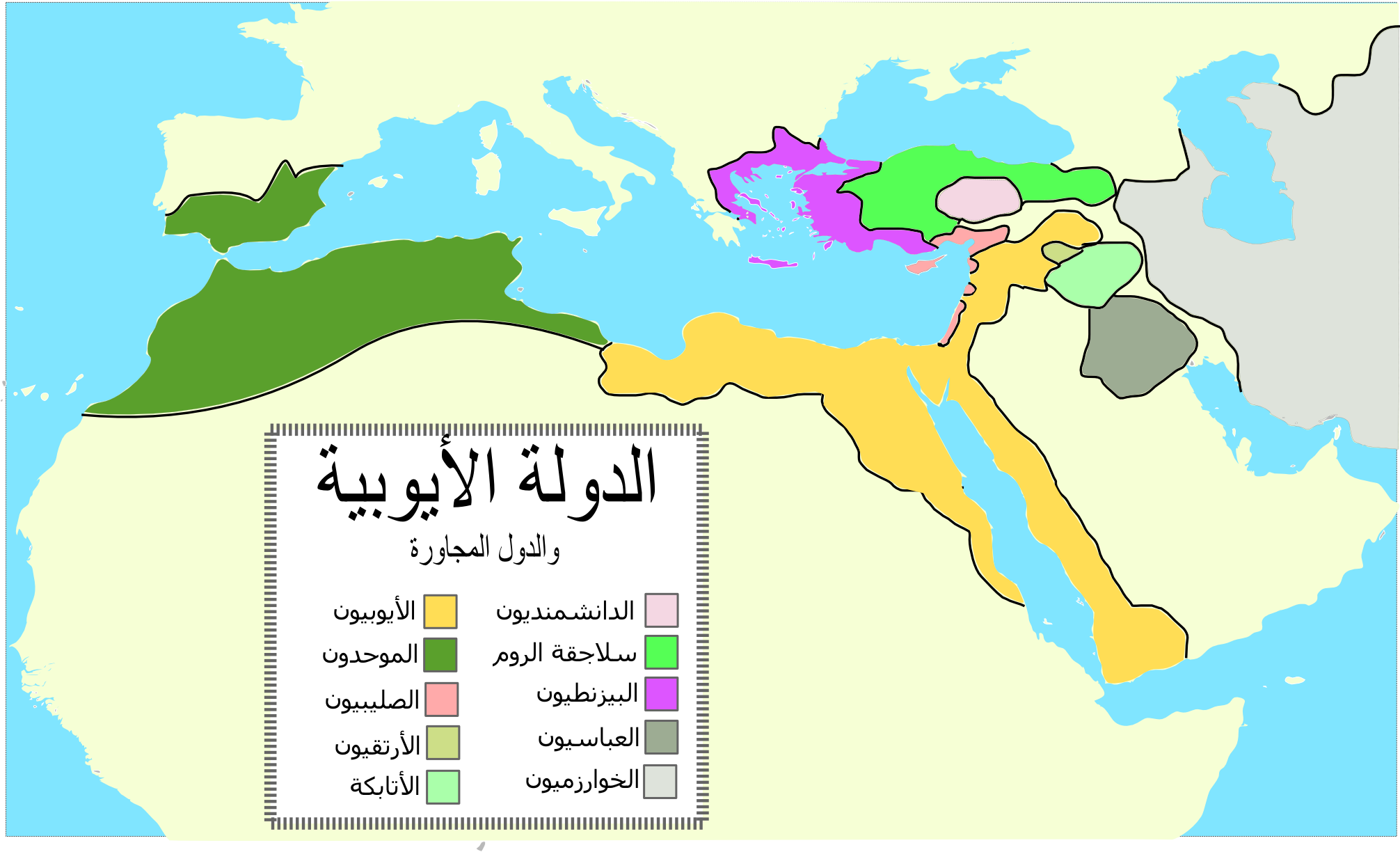
القدس في عهد السلالة الأيوبية بعد وفاة صلاح الدين الأيوبي 1193

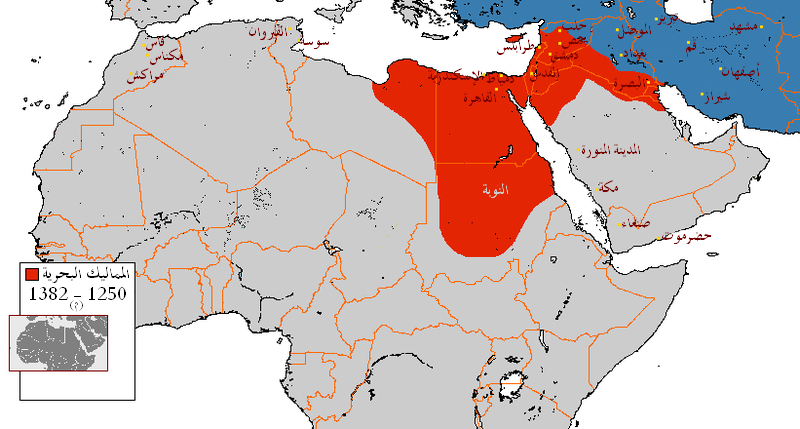
سلالة المماليك البحرية 1250-1382

- 1187: حصار القدس (1187) – صلاح الدين الأيوبي يستولي على القدس من الصليبيين، بعد معركة قرون حطين. يسمح بالاستيطان اليهودي والمسيحي الأرثوذكسي. تحويل قبة الصخرة إلى مركز عبادة إسلامي مرة أخرى.
- 1192: الحملة الصليبية الثالثة بقيادة ريتشارد الأول تفشل في استعادة القدس، لكنها تنتهي بمعاهدة الرملة التي وافق فيها صلاح الدين الأيوبي على إمكانية عبادة الحجاج المسيحيين الغربيين بحرية في القدس.
- 1193: بناء مسجد عمر في عهد صلاح الدين الأيوبي خارج كنيسة القيامة، تخليداً لقرار عمر بن الخطاب بالصلاة خارج الكنيسة حتى لا يشكل سابقة وبالتالي يعرض مكانة الكنيسة كموقع مسيحي للخطر.
- 1193: إنشاء الحي المغربي.
- 1206: ابن عربي يقوم بالحج إلى المدينة.
- 1212: 300 حاخام من إنجلترا وفرنسا يستقرون في القدس.
- 1219: على الرغم من إعادة بناء الأسوار خلال الحملة الصليبية الثالثة، قام المعظم أمير دمشق الأيوبي بتدمير أسوار المدينة لمنع الصليبيين من الاستيلاء على مدينة محصنة.
- 1219: كتب جاك دي فيتري أعظم أعماله هيستوريا هيروسوليميتانا.
- 1229-1244: من 1229 إلى 1244، عادت القدس سلميًا إلى السيطرة المسيحية نتيجة لمعاهدة 1229 المتفق عليها بين الإمبراطور الروماني المقدس الصليبي فريدريك الثاني والكامل، سلطان مصر الأيوبي، التي أنهت الحملة الصليبية السادسة.[59][60][61][62][63] احتفظ الأيوبيون بالسيطرة على الأماكن الإسلامية المقدسة، وتشير المصادر العربية إلى أنه لم يُسمح لفريدريك باستعادة تحصينات القدس.
- 1239: الناصر داود، أمير الكرك الأيوبي، يحتل المدينة لفترة وجيزة ويدمر تحصيناتها قبل الانسحاب إلى الكرك.
- 1240 - 1244: الناصر داود يتنافس مع ابن عمه الصالح أيوب الذي تحالف مع الصليبيين للسيطرة على المنطقة.
- 1244: حصار القدس (1244) - من أجل استعادة المدينة بشكل دائم من الحكام العباسيين المنشقين المنافسين الذين تحالفوا مع الصليبيين، استدعى الصالح أيوب جيشًا ضخمًا من المرتزقة من الخوارزميين، الذين كانوا متاحين للتأجير بعد هزيمة الخوارزميين. سلالة خوارزم شاه على يد المغول قبل ذلك بعشر سنوات.[64] لم يتمكن الصالح أيوب من السيطرة على الخوارزميين فدمروا المدينة. وبعد بضعة أشهر، التقى الجانبان مرة أخرى في معركة غزة الحاسمة، والتي كانت بمثابة نهاية النفوذ الصليبي في المنطقة.
- 1246: الأيوبيون يستعيدون السيطرة على المدينة بعد هزيمة الخوارزميين على يد المنصور إبراهيم في بحيرة قطينة.
- 1248-1250: الحملة الصليبية السابعة، التي انطلقت ردًا على تدمير القدس عام 1244، فشلت بعد هزيمة لويس التاسع ملك فرنسا وأسره على يد السلطان الأيوبي تورانشاه في معركة فارسكور عام 1250. ونتيجة لذلك يتم إنشاء سلطنة المماليك في مصر بشكل غير مباشر، حيث قُتل توران شاه على يد جنوده المماليك بعد شهر من المعركة وأصبحت زوجة أبيه شجر الدر سلطانة مصر مع المماليك أيبك بدور أتابك. ينتقل الأيوبيون إلى دمشق، حيث يواصلون السيطرة على بقية إمبراطوريتهم بما في ذلك القدس لمدة عشر سنوات أخرى.
- 1260: جيش الإمبراطورية المغولية يصل فلسطين للمرة الأولى:

- تمت مداهمة القدس كجزء من الغارات المغولية على فلسطين تحت قيادة المسيحي النسطوري كتابقا. يرسل هولاكو خان رسالة إلى لويس التاسع ملك فرنسا مفادها أن القدس انتقلت إلى المسيحيين بموجب التحالف الفرنسي المغولي.
- يعود هولاكو خان إلى منغوليا بعد وفاة مونكو، تاركًا كتابقا وجيشًا مصغرًا لخوض معركة عين جالوت شمال القدس. هزم المغول من قبل المماليك المصريين تحت حكم قطز وبيبرس.

## العصر المملوكي
- 1267: موسى بن نحمان يذهب إلى القدس ويصلي عند الحائط الغربي. وبحسب ما ورد تم العثور على عائلتين يهوديتين فقط في المدينة.
- 1300: مزيد من الغارات المغولية على فلسطين تحت قيادة غازان ومولاي. القدس التي استولى عليها المغول لمدة أربعة أشهر (انظر الحملة الصليبية التاسعة). كان هيثم الثاني، ملك أرمينيا، متحالفًا مع المغول، ويقال إنه زار القدس حيث تبرع بصولجانه إلى الكاتدرائية الأرمنية.
- 1307: مارينو سانوتو الأكبر يكتب أعظم أعماله هيستوريا هيروسوليميتانا.
- 1318 - 1320: أجرى الحاكم الإقليمي سنجر الجولي تجديدات للمدينة، بما في ذلك بناء المدرسة الجاولية.
- 1328: قام تنكز والي دمشق بترميم الجامع الأقصى وبناء المدرسة التنكزية.
- 1340: بطريركية الأرمن في القدس تبني جداراً حول الحي الأرمني.
- 1347: الموت الأسود يجتاح القدس وجزء كبير من بقية سلطنة المماليك.
- 1377: ثورة القدس ومدن أخرى في سوريا المملوكية، بعد وفاة الأشرف شعبان. تم قمع الثورة ونظم برقوق انقلابًا في القاهرة عام 1382، وأسس سلالة المماليك البرجية.
- 1392-1393: هنري الرابع ملك إنجلترا يقوم برحلة حج إلى القدس.
- 1482: وصف الكاهن الدومينيكي الزائر فيليكس فابرالقدس بأنها "مجموعة من كل أنواع الرجاسات". وأدرج المسلمين واليونانيين والسوريين واليعاقبة والحباش والنساطرة والأرمن والغريغوريين والموارنة والتركمان والبدو والقتلة وطائفة ربما الدروز والمماليك واليهود "الأكثر لعنة على الإطلاق" على أنهم "رجاسات". المسيحيون اللاتينيون فقط "يتوقون من كل قلوبهم أن يأتي الأمراء المسيحيون ويخضعون كل البلاد لسلطة كنيسة روما".
- 1496: مجير الدين العليمي يكتب تاريخ القدس والخليل المجيد .

## الفترة العثمانية

### الفترة العثمانية المبكرة

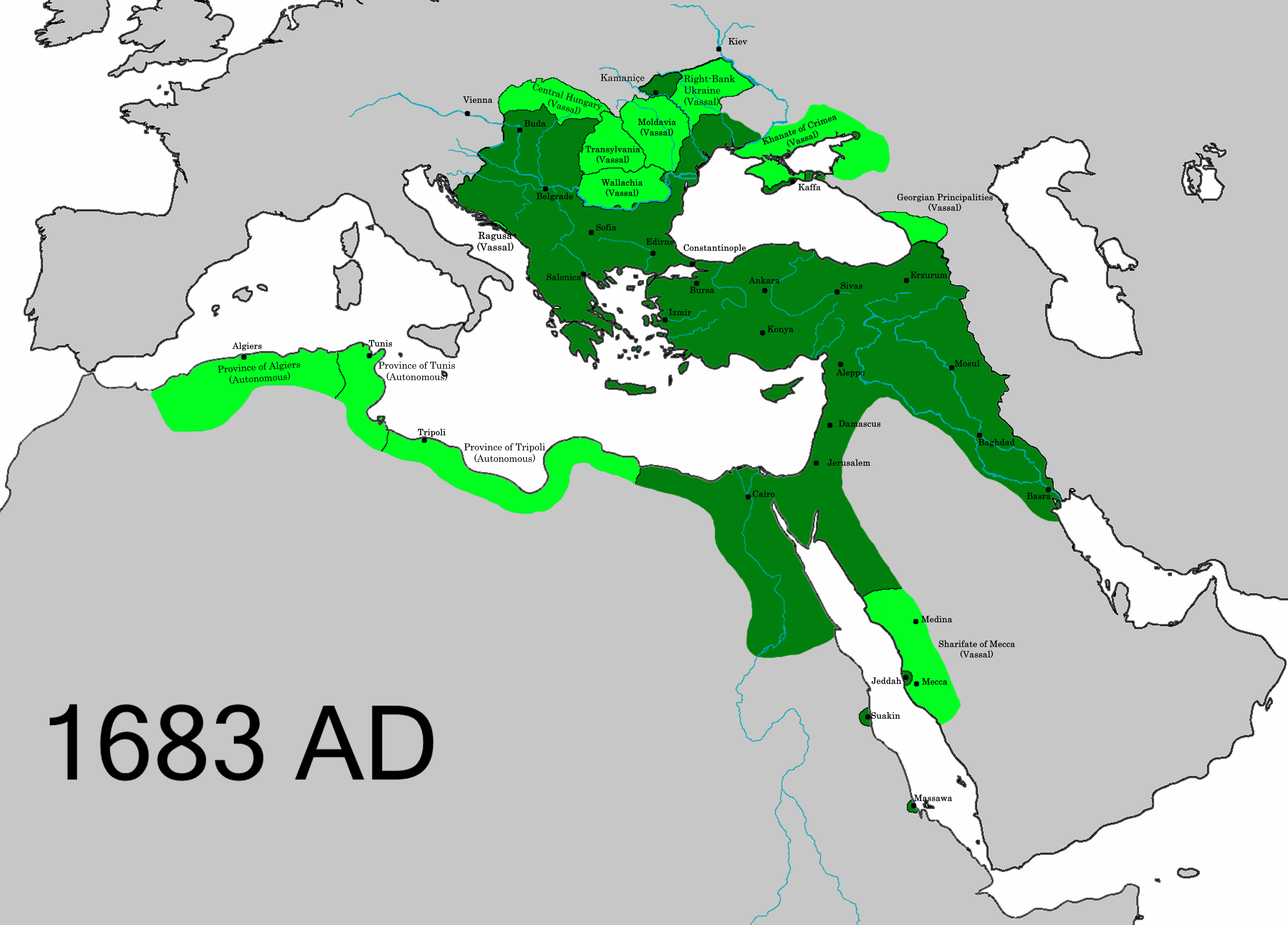
الإمبراطورية العثمانية في أقصى اتساع لها عام 1683، وتظهر القدس

- 1516: الدولة العثمانية تحل محل المماليك في فلسطين بعد أن هزم السلطان سليم الأول آخر سلطان مملوكي الأشرف قانصوه الغوري في معركة مرج دابق (حلب) ومعركة خان يونس (غزة).
- 1517: السلطان سليم الأول يقوم بالحج إلى القدس في طريقه إلى الهزيمة النهائية للمماليك في معركة الريدانية (القاهرة). سليم يعلن نفسه خليفة للعالم الإسلامي.
- 1518: إرسال عشيرة أبو غوش إلى القدس لاستعادة النظام وتأمين طريق الحج بين يافا والقدس.
- 1535-1538: سليمان القانوني يعيد بناء الأسوار حول القدس.[66]
- 1541: تم إغلاق باب الرحمة بشكل دائم.
- 1546: في 14 يناير، هز زلزال مدمر منطقة فلسطين. وكان مركز الزلزال في نهر الأردن في موقع بين البحر الميت وبحرية طبريا. ولحقت أضرار بمدن القدس والخليل ونابلس وغزة ودمشق.[67]
- 1555: قام الأب بونيفاس من راغوزا، حارس الأراضي المقدسة الفرنسيسكاني، بترميم قبر المسيح في كنيسة القيامة. وكانت هذه هي المرة الأولى التي يتم فيها فتح المقبرة منذ زيارة القديسة هيلينا عام 326. وقد تم تنفيذها بإذن من البابا يوليوس الثالث والسلطان سليمان القانوني، وبتمويل من فيليب الثاني ملك إسبانيا الذي ادعى لقب ملك القدس.[68]
- 1604: أول حماية للبعثات المتفق عليها بموجب امتيازات الإمبراطورية العثمانية، حيث وافق أحمد الأول على أن رعايا هنري الرابع ملك فرنسا أحرار في زيارة الأماكن المقدسة في القدس. يبدأ المبشرون الفرنسيون بالسفر إلى القدس وغيرها من المدن العثمانية الكبرى.
- 1624: بعد معركة عنجر، تم تعيين الأمير الدرزي فخر الدين الثاني "أميرًا لعربستان" من قبل العثمانيين ليحكم المنطقة من حلب إلى القدس. وقام بجولة في مقاطعاته الجديدة في نفس العام.[69]
- 1663–1665: شبتاي تسفي ، مؤسس الساباتيين، يبشر في القدس قبل أن يعود إلى موطنه سميرنة حيث أعلن نفسه المسيح.
- 1672: مجمع القدس.
- 1700: يهوذا التقي مع 1000 من أتباعه يستقرون في القدس.
- 1703–1705: ثورة نقيب الأشراف، والتي ثار خلالها سكان المدينة ضد الضرائب الباهظة. تم وضعه في نهاية المطاف بعد عامين من قبل جورجي محمد باشا.[70]
- 1705: القيود المفروضة على اليهود.
- 1744: ذكر الكتاب المرجعي الإنجليزي "التاريخ الحديث أو الوضع الحاضر لجميع الأمم" أن "القدس لا تزال تعتبر عاصمة فلسطين".[71]
- 1757 صدور الفرمان العثماني بشأن كنيسة القيامة.
- 1771–1772: سيطر حاكم مصر المملوكي المسيحي المنشق علي بك الكبير مؤقتًا على القدس بجيش يبلغ 30,000 جندي، إلى جانب ظاهر العمر وروسيا (الذي حرض أيضًا على ثورة يونانية كجزء من الحرب الروسية التركية ( 1768–74) ).
- 1774: تم توقيع معاهدة كوجوك قينارجة بين كاثرين الثانية والسلطان عبد الحميد الأول، مما أعطى روسيا الحق في حماية جميع المسيحيين في الإمبراطورية العثمانية.(نفس الحقوق الممنوحة سابقًا لفرنسا (1535) وإنجلترا).
- 1798: أكد بطريرك القدس أنثيموس أن الإمبراطورية العثمانية كانت جزءًا من العناية الإلهية من الله لحماية الكنيسة الأرثوذكسية الشرقية من الكاثوليكية الرومانية والعلمانية الغربية.
- 1799: حملة نابليون الفاشلة في مصر وسوريا تهدف إلى الاستيلاء على القدس، لكنها هُزمت في حصار عكا.

### أواخر العصر العثماني

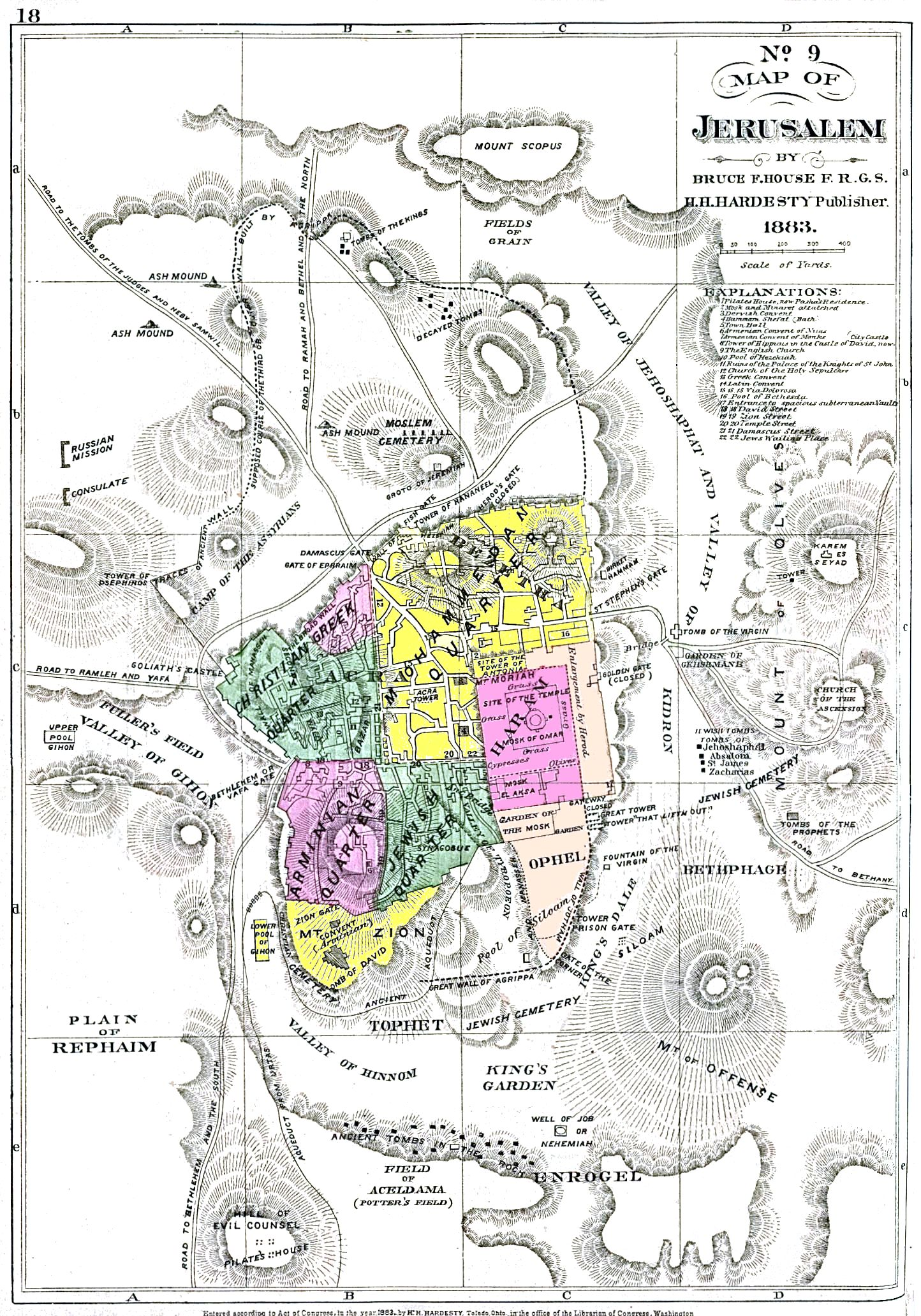
خريطة القدس عام 1883

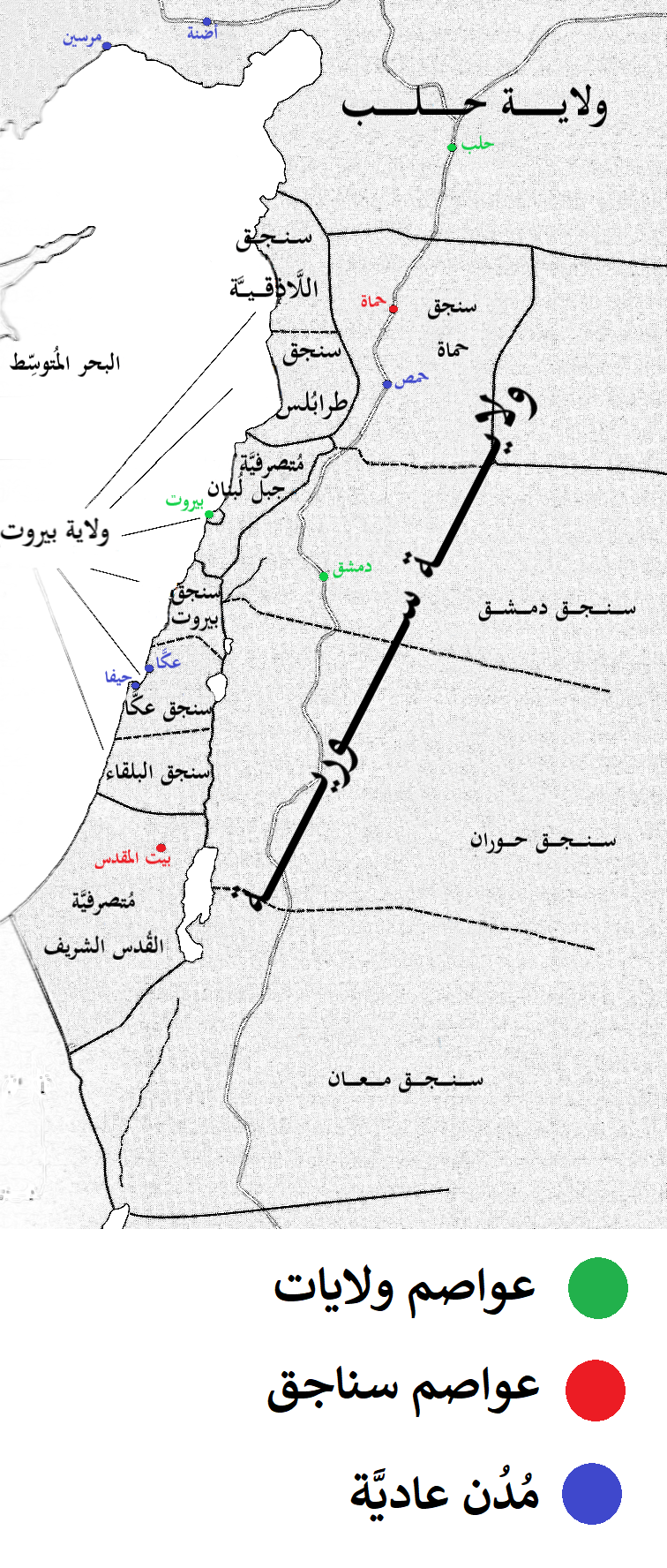
ولاية القدس "المستقلة" تظهر ضمن التقسيمات الإدارية العثمانية في بلاد الشام بعد إعادة التنظيم في 1887-1888

- 1821: بدأت حرب الاستقلال اليونانية بعد أن أعلن المطران جرمانوس باتراس انتفاضة وطنية ضد الإمبراطورية العثمانية في دير أجيا لافرا. السكان المسيحيون في القدس، الذين يُقدر أنهم يشكلون حوالي 20 بالمائة من إجمالي المدينة [72] (مع غالبيتهم من الروم الأرثوذكس )، أجبرتهم السلطات العثمانية على التخلي عن أسلحتهم، وارتداء اللون الأسود والمساعدة في تحسين تحصينات المدينة.
- 1825-1826: تمرد ضد الضرائب يسيطر على القلعة ويطرد حامية المدينة. تم قمع التمرد من قبل عبد الله باشا.
- 1827: الزيارة الأولى للسير موسى مونتيفيوري.
- 1831: والي محمد علي باشا يستولي على المدينة بعد رفض السلطان محمود الثاني منحه السيطرة على سوريا كتعويض لمساعدته في خوض حرب الاستقلال اليونانية. أدى الغزو إلى الحرب التركية المصرية الأولى.
- 1833: الأرمن ينشئون أول مطبعة في المدينة.
- 1834: القدس تثور ضد التجنيد الإجباري في عهد محمد علي باشا خلال الثورة العربية 1834 في فلسطين.
- 1836: تم افتتاح أول عيادة طبية خيرية على يد طبيب مسيحي وصيدلاني، وكانا مبشرين لخدمة الكنيسة بين الشعب اليهودي.[73]
- 1838-1857: تم افتتاح أول قنصليات أوروبية في المدينة (مثل بريطانيا 1838).
- 1839-1840: الحاخام يهوذا الكالاي ينشر "الطرق السعيدة" و"سلام القدس"، ويحث على عودة اليهود الأوروبيين إلى القدس وفلسطين.
- 1840: أصدر إبراهيم باشا فرماناً يمنع اليهود من رصف الممر أمام حائط البراق . كما حذرتهم من "رفع أصواتهم وعرض كتبهم هناك".
- 1840: استعاد العثمانيون المدينة بمساعدة الإنجليز (اللورد بالمرستون).
- 1841: قامت الحكومتان البريطانية والبروسية بالإضافة إلى كنيسة إنجلترا والكنيسة الإنجيلية في بروسيا بتأسيس أسقفية بروتستانتية مشتركة في القدس، وكان مايكل سولومون ألكسندر أول أسقف بروتستانتي في القدس.
- 1844: العيادة المسيحية أصبحت مستشفى.[74]
- 1847: تم تعيين جوزيبي فاليرجا كأول بطريرك للاتين على القدس منذ الحروب الصليبية.
- 1852: نشر السلطان عبد المجيد الأول فرمانًا يحدد حقوق ومسؤوليات كل مجتمع في كنيسة القيامة. يُعرف الفرمان باسم "الوضع الراهن" ولا يزال بروتوكوله ساري المفعول حتى اليوم.
- 1853-1854: تحت ضغط عسكري ومالي من نابليون الثالث، وافق السلطان عبد المجيد الأول على معاهدة تؤكد أن فرنسا والكنيسة الكاثوليكية الرومانية هما السلطة العليا في الأراضي المقدسة مع السيطرة على كنيسة القيامة. كان هذا القرار مخالفًا لمعاهدة 1774 مع روسيا، وأدى إلى حرب القرم.
- 1854: قام ألبرت كون بزيارته الأولى للمدينة، بناءً على طلب المجلس المركزي للإسرائيليين في فرنسا.
- 1857–1890: تم بناء باتي ماهسي، وهو عبارة عن مباني مكونة من طابقين، في الحي اليهودي من قبل شركة باتي ماهسي، وهي منظمة لليهود الهولنديين والألمان. [75]
- 1860: تم بناء أول حي يهودي ( مشكنوت شانانيم ) خارج أسوار المدينة القديمة، في منطقة عرفت فيما بعد باسم يمين موشيه، على يد السير موسى مونتيفيوري ويهوذا تورو ، كجزء من عملية "ترك الجدران" (بالعبرية: היציאה מן החומות‏).[76][77]
- 1862: نشر موسز هس كتاب روما والقدس، داعياً إلى إقامة وطن لليهود في فلسطين يتمركز في القدس.
- 1862: الابن الأكبر للملكة فيكتوريا، الأمير ألبرت إدوارد (لاحقًا إدوارد السابع)، زار القدس.[78]
- 1864-1865: المسح العسكري للقدس
- 1868: نفي حضرة بهاءالله إلى قلعة عكا على يد الأتراك العثمانيين، وكان معه حوالي 70 من أتباعه في حاشيته. ويدعو إلى عودة اليهود.

ويصبح محاني إسرائيل الحي اليهودي الثاني خارج الأسوار بعد أن بناه يهود مغاربة من البلدة القديمة.
- 1869: نحلات شيفع تصبح الحي اليهودي الثالث خارج الأسوار، وقد تم بناؤها كجهد تعاوني.
- 1872: بيت داود يصبح الحي اليهودي الرابع خارج الأسوار، وقد تم بناؤه كبيت للصدقات.
- 1873-1875: بناء ميا شعاريم (الحي اليهودي الخامس خارج الأسوار).
- 1877: تم تعيين ممثل القدس يوسف الخالدي رئيسًا لمجلس النواب في أول برلمان عثماني قصير العمر بعد انضمام عبد الحميد الثاني وإعلان القانون العيسي.
- 1881: تم إنشاء المستعمرة الأمريكية على يد سكان شيكاغو الأصليين آنا وهوراشيو سبافورد.
- 1881: انتقل إليعازر بن يهودا إلى القدس ليبدأ تطوير اللغة العبرية الحديثة لتحل محل اللغات التي يستخدمها اليهود الذين هاجروا من مناطق مختلفة من العالم.
- 1882: الهجرة الأولى تؤدي إلى دخول ما بين 25.000 إلى 35.000 مهاجر صهيوني إلى منطقة فلسطين.
- 1886: بناء كنيسة مريم المجدلية من قبل الكنيسة الأرثوذكسية الروسية.
- 1887-1888: تقسيم فلسطين العثمانية إلى مناطق القدس ونابلس وعكا - منطقة القدس "تتمتع بالحكم الذاتي"، أي أنها مرتبطة مباشرة بإسطنبول.
- 1892: توفي حضرة بهاءالله في 29 مايو، وخلفه ابنه الأكبر حضرة عبد البهاء.
- 1897: المؤتمر الصهيوني الأول الذي تمت فيه مناقشة القدس كعاصمة محتملة للدولة اليهودية المستقبلية. رداً على ذلك، بدأ عبد الحميد الثاني سياسة إرسال أعضاء من موظفي قصره لحكم محافظة القدس.
- 1898: الإمبراطور الألماني القيصر فيلهلم الثاني يزور المدينة لتكريس كنيسة الفادي اللوثرية. يلتقي تيودور هرتزل خارج أسوار المدينة.
- 1899: بناء كاتدرائية القديس جورج، لتصبح مقراً لأسقف القدس الأنجليكاني للكنيسة الأسقفية في القدس والشرق الأوسط.
- 1901: دخول القيود العثمانية على الهجرة الصهيونية إلى منطقة القدس والاستيلاء على الأراضي فيها حيز التنفيذ.
- 1906: تأسيس أكاديمية بتسلئيل للفنون والتصميم.
- 1908: ثورة تركيا الفتاة تعيد انعقاد البرلمان العثماني، وترسل منطقة القدس عضوين إليه.

## الانتداب البريطاني

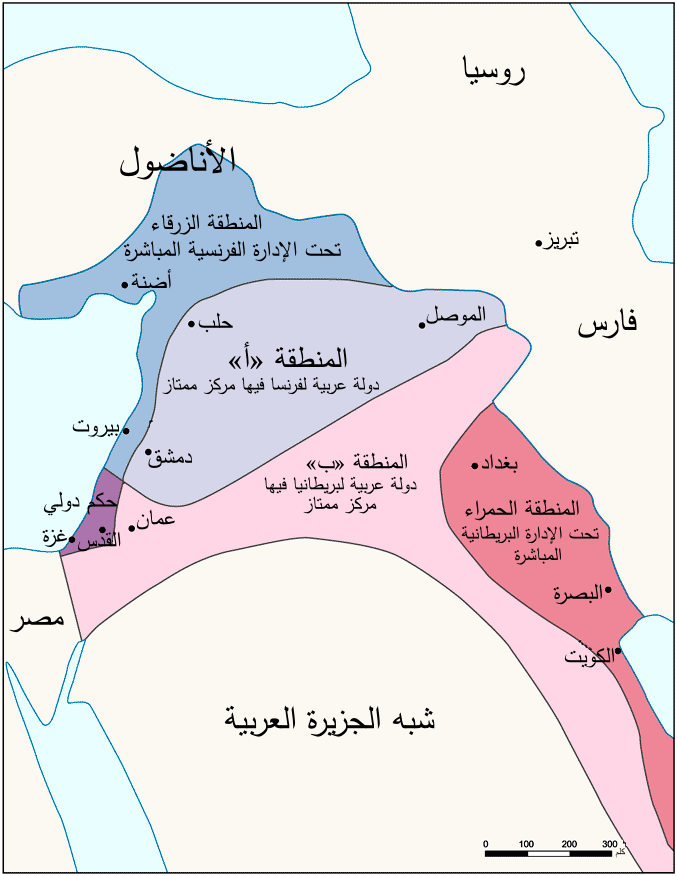
مناطق النفوذ والسيطرة الفرنسية والبريطانية المقترحة في اتفاقية سايكس بيكو

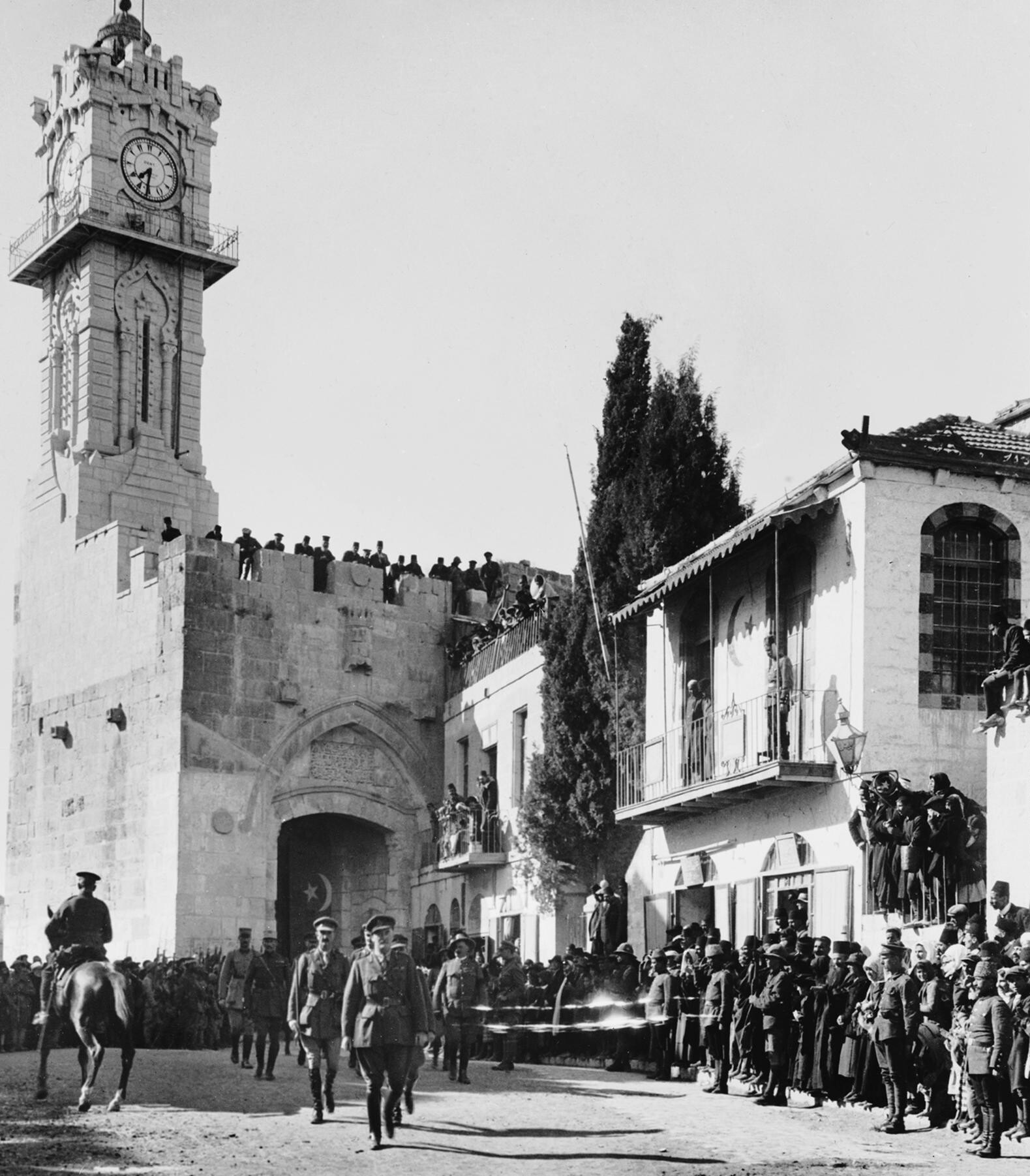
الجنرال ألنبي يدخل القدس سيرا على الأقدام احترامًا للمدينة المقدسة، 11 ديسمبر 1917

- 1917: هزيمة العثمانيين في معركة القدس خلال الحرب العالمية الأولى. جنرال الجيش البريطاني ألنبي يدخل القدس سيرًا على الأقدام، في إشارة إلى دخول الخليفة عمر بن الخطاب عام 637. وكان قد صدر وعد بلفور قبل شهر واحد فقط.
- 1918: تأسست الجمعية المناصرة للقدس على يد السير رونالد ستورس، حاكم القدس البريطاني، وتشارلز روبرت أشبي، وهو مهندس معماري.[79] قاموا بإصلاح أسوار المدينة، ووضعوا عددًا من قوانين تخطيط المدن الرئيسية، بما في ذلك وجوب مواجهة جميع المباني بحجر القدس.
- 1918: تأسيس الجامعة العبرية في القدس (افتتحت عام 1925) على جبل المشارف على الأرض المملوكة للصندوق القومي اليهودي.
- 1918-1920: القدس تحت الإدارة العسكرية البريطانية.
- 1920: قيام الانتداب البريطاني.
- 1920: كانت أعمال الشغب في النبي موسى في البلدة القديمة بالقدس وما حولها بمثابة أول مناوشات واسعة النطاق في الصراع العربي الإسرائيلي.
- 1921: تعيين الحاج محمد أمين الحسيني مفتياً للقدس.
- 1923: المحاضرة الأولى يلقيها أول رئيس للاتحاد العالمي للطلبة اليهود (WUJS)، ألبرت أينشتاين.
- 1924: اغتيل يعقوب إسرائيل دي هان في القدس على يد الهاغاناه، ليصبح أول ضحية للعنف السياسي الصهيوني.
- 1929: ثورة البراق اندلعت بسبب مظاهرة نظمتها لجنة يوسف كلاوسنر لحائط البراق.[80][81][82][83]
- 1932: افتتاح فندق الملك داود. صدور العدد الأول من جريدة فلسطين بوست.
- 1946: تم تفجير فندق الملك داود على يد الصهاينة المتشددين من منظمة الإرجون، مما أسفر عن مقتل 91 شخصًا، من بينهم 28 مسؤولًا حكوميًا بريطانيًا. ويظل هذا الانفجار الأكثر دموية في الصراع العربي الإسرائيلي حتى الآن.[84]
- 1947: 29 نوفمبر 1947 تدعو خطة التقسيم التابعة للأمم المتحدة إلى تدويل القدس باعتبارها " مجموعة منفصلة " (قرار الجمعية العامة للأمم المتحدة رقم 181).

## بعد عام 1948

### التقسيم إلى الغرب (إسرائيل) والشرق (الأردن)
- 1947-1948: 1947-1948حرب التطهير العرقي في فلسطين الانتدابية.
- 1948: 1948 الحرب العربية الإسرائيلية.

- 6 يناير: تفجير فندق سميراميس.
- 9 إبريل: مجزرة دير ياسين.
- 13 مايو: مذبحة قافلة هداسا الطبية.
- 14 مايو: انتهاء فترة الانتداب البريطاني ومغادرة القوات البريطانية للمدينة.
- 14 مايو: إعلان دولة إسرائيل في الساعة الرابعة بعد الظهر.
- 22 مايو: قُتل القنصل الأمريكي العام توماس سي. واسن في شارع واشوب على يد قاتل مجهول.
- 27 مايو: الفيلق العربي يدمر كنيس الخراب.
- 28 مايو: سقوط الحي اليهودي في البلدة القديمة في أيدي الفيلق العربي بقيادة الضابط البريطاني جون باغوت غلوب ؛ تم تدمير المعابد اليهودية وإجلاء اليهود. مردخاي وينجارتن يناقش شروط الاستسلام مع عبد الله التل.
- 26 يوليو: إعلان القدس الغربية منطقة تابعة لإسرائيل.
- 17 سبتمبر: مقتل فولك برنادوت، وسيط الأمم المتحدة في فلسطين وأول وسيط رسمي في تاريخ الأمم المتحدة، على يد قتلة شتيرن.

- 1949: إعلان القدس عاصمة لإسرائيل. الكنيست تنتقل إلى القدس من تل أبيب. ويمنع الأردن الوصول إلى حائط البراق وجبل المشارف، في انتهاك لاتفاقيات الهدنة لعام 1949.
- 1950: ضم القدس الشرقية إلى الأردن مع الضفة الغربية.
- 1951: اغتيال الملك الأردني عبد الله الأول على يد متطرفين فلسطينيين في الحرم القدسي.
- 1953: إنشاء ياد فاشيم .
- 1955-1965: قبة الصخرة تخضع للترميم، وتتحول من الرصاص الأسود إلى الطلاء بالذهب.
- 1964: البابا بولس السادس يزور إسرائيل، ليصبح أول بابا منذ ألف عام يزور الأراضي المقدسة، لكنه أجرى مراسم في جبل صهيون دون زيارة البلدة القديمة في القدس. أدى اجتماعه مع بطريرك القسطنطينية أثيناغوراس الأول إلى إلغاء الحرمان الكنسي للانشقاق الكبير عام 1054.
- 1966: افتتاح مبنى الكنيست الجديد. إنشاء متحف إسرائيل ومزار الكتاب.

### إعادة التوحيد بعد عام 1967

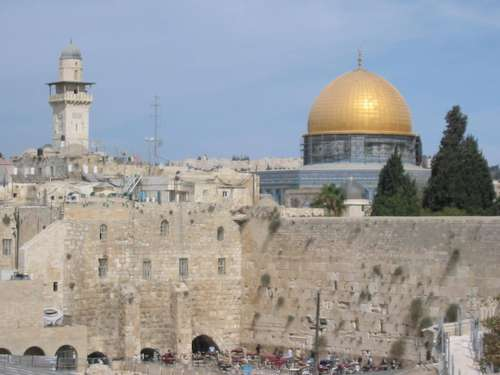
المسجد الأقصى كما يبدو اليوم. يظهر حائط البراق في المقدمة وقبة الصخرة في الخلفية

- 1967 5-11 يونيو: حرب الأيام الستة. تستولي إسرائيل على الضفة الغربية (بما في ذلك القدس الشرقية)، وقطاع غزة، وشبه جزيرة سيناء، ومرتفعات الجولان.

- 6 يونيو: وقعت معركة تل الذخيرة في الجزء الشمالي من القدس الشرقية الخاضعة للسيطرة الأردنية.
- 7 يونيو: سيطرت قوات الدفاع الإسرائيلية على المدينة القديمة.
- 10 يونيو: تم هدم الحي المغربي الذي يضم 135 منزلاً، مما أدى إلى إنشاء ساحة حائط البراق.
- 28 يونيو: إسرائيل تعلن القدس موحدة وتعلن عن حرية الوصول إلى الأماكن المقدسة لجميع الأديان.

- 1968: إسرائيل تبدأ بإعادة بناء الحي اليهودي، وصادرت 129 دونما (0.129) كم 2 ) من الأراضي التي كانت تشكل الحي اليهودي قبل عام 1948.[86] تم إخلاء 6000 ساكن و437 متجراً.[87]
- 1969: مايكل دينس روهان، متطرف بروتستانتي أسترالي، يحرق جزءًا من المسجد الأقصى.
- 1977: أنور السادات، رئيس مصر، يزور القدس ويلقي كلمة أمام الكنيست خلال المفاوضات حول اتفاقيات كامب ديفيد.
- 1978: انتقل مقر الاتحاد العالمي للطلبة اليهود من لندن إلى القدس.
- 1980: إسرائيل تسن قانون القدس بضم القدس رسميًا. مجلس الأمن الدولي يصادق على القرار 478 الذي ينص على أنه لا يعترف بالتغيير في الوضع.
- 1993: في اتفاقيات أوسلو، لم يتم تضمين القدس، باستثناء أجزاء من بعض الأحياء التي تم نقلها إلى السلطة الفلسطينية المشكلة حديثًا.
- 2000: البابا يوحنا بولس الثاني يصبح أول بابا لاتيني يزور القدس ويصلي عند الحائط الغربي.
- 2000: لم يتم التوصل إلى اتفاق نهائي بين إسرائيل والسلطة الفلسطينية في قمة كامب ديفيد عام 2000، حيث لعب وضع القدس دورًا مركزيًا في انهيار المحادثات.
- 2000: الانتفاضة الثانية (المعروفة أيضًا باسم انتفاضة الأقصى ) تبدأ بعد شهرين من انتهاء قمة كامب ديفيد - ويقال إن زيارة أرئيل شارون إلى جبل الهيكل كانت عاملاً مهمًا في الانتفاضة.
- 2008: حزب شاس الديني السفاردي الإسرائيلي يرفض تشكيل جزء من الحكومة دون ضمان عدم إجراء مفاوضات تؤدي إلى تقسيم القدس.
- 2017: ديسمبر: الرئيس الأمريكي دونالد ترامب يعترف بالقدس عاصمة لإسرائيل ؛ وهذا يثير احتجاج العديد من الفلسطينيين وغيرهم من المسلمين في المنطقة.[88]
- 2018: الولايات المتحدة، تليها غواتيمالا وباراغواي، تصبح الدول الثلاث الأولى التي تفتح سفاراتها لدى إسرائيل في القدس.[89]